# 国鉄キハ181系気動車
国鉄キハ181系気動車（こくてつキハ181けいきどうしゃ）とは、日本国有鉄道（国鉄）が開発・保有した特急形気動車。1968年（昭和43年）から1972年（昭和47年）までに158両が製造された。
在来の特急形気動車キハ80系の設計コンセプトを踏襲しつつ、キハ90系試作車における大出力エンジン開発の成果を踏まえ、国鉄の量産気動車としては初の500 PS級大出力エンジン搭載車となった。大出力を利して主に電化前の中央西線や奥羽本線、伯備線、あるいは土讃線など勾配区間が連続する急峻な山岳線区を中心に、特急列車用として投入された。

## 開発経緯
本系列登場以前は、非電化区間特急列車用としてDMH17H系ディーゼルエンジンを搭載するキハ80系が投入され、電化区間とほぼ同等の快適な特急サービスを日本全国に幅広く提供していた。だが、キハ80系には快適な客室設備とは裏腹に、以下の制約を抱えていた。
- 搭載機関が旧式かつ非力で、十分な走行性能を確保するには1両あたり2基ずつ搭載する必要がある。
- サービス電源用の発電セットを搭載する車両については走行用エンジンが1基までしか搭載できない。
- 発電セットは4両につき1両（消費電力の大きな食堂車は1両につき2両分の負荷とみなす）に搭載する必要がある。
- 運転台付き車両は例外なく発電セットを搭載するため、食堂車を含む基本編成7両中2両が必ず1エンジン車となり、それ以上の増結時にも最低1両は1エンジン車が含まれる。

これらの制約から、キハ80系ではおのずと編成中の2エンジン車の比率が低下し、編成全体の走行用エンジン出力が不足気味となった。同時に、高速運転を重視した歯数比としたことから、同系列は勾配線区での均衡速度を高く取れなかった。さらに、同系列が搭載するDMH17系機関にはその熱効率の低さ故に排気管過熱・焼損が発生しやすく、俗に「5ノッチ・5分」として知られる全力運転を5分以内に限るという運用上の制約を抱えていた。そのため、キハ80系は急勾配区間が連続する山岳線区への投入は極めて困難であり、また電車特急との混走区間でのさらなる運転速度の引き上げも事実上不可能であった。
キハ80系は当初、DD13形用のDMF31Sを横置き（水平）シリンダーとしたDMF31HS系ディーゼルエンジンと、新型の多段直結式液体変速機を搭載する大出力ディーゼルカーとして計画されていた。だが、キハ80系設計直前の1960年（昭和35年）に、同系列のためのデータ収集用試作車として計3両が製造されたキハ60系の試験では、肝心のDMF31HSAエンジンとDW1多段直結式液体変速機の実用試験がどちらも失敗に終わってしまう。そのため、同エンジン・変速機の実用化を前提に進められていた特急用新形気動車は、開発スケジュールの問題もあって同エンジン・変速機の不具合の問題解決を諦め、基本設計が古く非力だが一定の信頼性が確保可能なDMH17系機関を横置き仕様に手直しした、新設計のDMH17H系機関を2基搭載とするほかなかった。
こうして半ば応急処置的に開発されたキハ80系が初期のトラブル続出を乗り越え大きな成功を収める一方で、その後も国鉄内部では一度は失敗に終わった単一機関による大出力ディーゼルカーの開発が模索され続けていた。そうして1964（昭和39）年度に至り、ようやく気動車用の新形大出力ディーゼルエンジンと、これに適合する新形液体変速機の実用化に目処がつくことになる。このとき新開発された2種のエンジンは以下の特徴を備えていた。
- DMH17系[注 5]のそれを基本にピストン径（ボア）を10 mm拡大し、増積を図った新設計のシリンダブロックを採用。
- 排気タービン過給器の付加による気筒内圧力の増大を前提に、各部の構造を強化。
- 必要に応じ、直列6気筒あるいは水平V型12気筒[注 6]構成を選択可能。

これは、1気筒当たりの排気量が過大で気筒内潤滑が難しく、気動車用横置き（水平）機関としての使用に適さないことが判明した、キハ60系用DMF31HSAに対する反省から生み出されたもので、過給器常用を前提とし、シリンダ径を変更した以外は、燃焼室の構造やシリンダの行程長が同一で、かつシリンダ数を増減して様々な性能要求に対応する点などを含め、第二次世界大戦前に初号機が完成していたDMH17系の影響が極めて色濃いとされる。
これらの新型機関は、当時の国鉄の命名基準に従って6気筒モデルがDMF15HZA、12気筒モデルがDML30HSAと付番され、新系列機関と呼称された。前者は過給器に加えて中間冷却器の追加で300 PS、後者は過給器のみの付加で500 PSを発揮した。これらは1966年（昭和41年）に試作されたキハ90形・キハ91形にそれぞれ搭載の上で評価試験が実施された。この際、新形気動車の走行用機関としては出力に余裕があり、冷房用電源のための床下スペース捻出も容易なDML30HSAが採用されることになった。
この決定を受け、1967年（昭和42年）夏にはDML30HSAに小改良を施したDML30HSBを搭載するキハ90系量産試作車が落成し、同年秋の中央西線での性能試験以降、中央西線の急行「しなの」などでの大出力新系列気動車の長期実用試験が開始された。しかし、この実用試験完了を待っていては当時国鉄が進めていたいわゆる「ヨンサントオ」と呼ばれる1968年10月実施予定の白紙ダイヤ改正に伴う列車高速化計画に間に合わないことは明らかであった。そのため、既に一定の実用性が立証されているキハ91形の走行機器と、キハ80系の車体構造を折衷する形で、キハ90系による試験結果を待たずに新形特急形気動車の設計が開始された。
こうして1968年に完成したのが本系列である。

## 車両概説

### 車体
基本設計はキハ80系に準じた構造となっている。ただし、機関出力の増大、屋根上への自然放熱式冷却器の搭載、冷房装置の強化に伴う重量増などの対策のための構体補強などにより自重は中間車であるキハ80形とキハ180形の比較で3 t増加している。また、台車が仮想心皿方式となり、枕ばねとして車体直結型空気ばねが採用されたため、客用扉が位置的にこれと干渉することから戸袋を設けて引き戸にすることができず、2枚折戸に変更された。加えて同時期製造の特急電車などと同様に、側面行先表示器を採用し、便・洗面所をデッキ外に配置している。またキハ82形をはじめとする他の特急形車両の塗り分けと異なり、運転台付き車両側面窓まわりの赤帯は前頭寄り端部の上側がせり出した逆台形型となった。全長は新世代の客車・気動車標準の21.3 m（いずれも連結面間）に拡大された。
| キハ181 |  | キハ82 |
| キハ181 |  | キハ82 |

前面はキハ82形の貫通形デザインを踏襲した。ただし、ライトケースがキハ82形の丸みを帯びたものから角張ったものに、ヘッドマークが逆台形のものからに長方形に変更され、尾灯とタイフォン（警笛）が一体型のケースにまとめられた。また、前面の羽形飾り帯の意匠（赤い部分の塗り分け）が一部変更されている。

空調装置はキノコ型キセ（カバー）付きのAU12系から、14系座席客車でも採用された、1ユニットずつ独立した分散型のAU13Sへ変更された。

### 車内

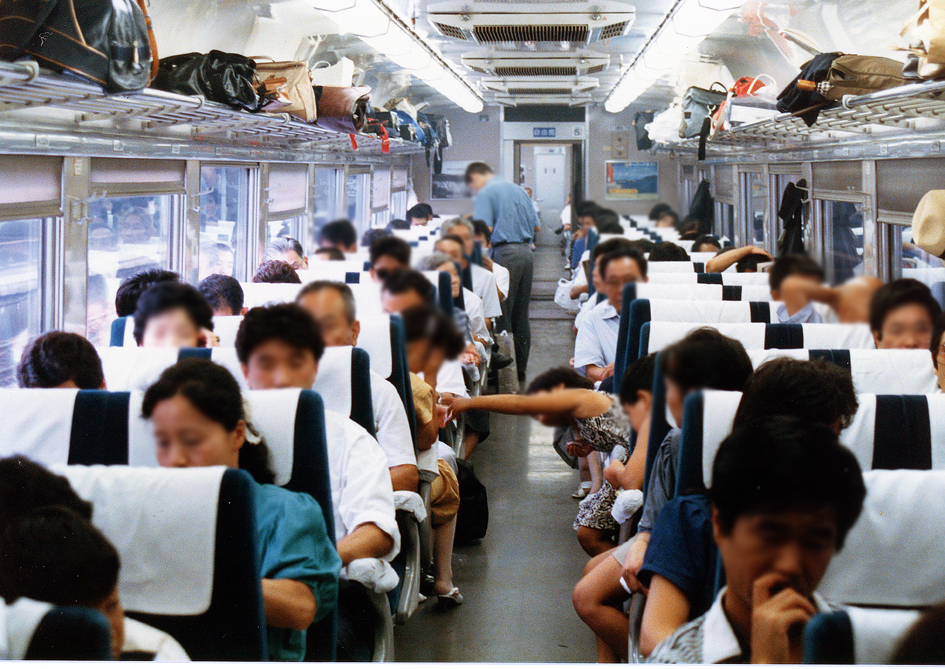
キハ180形車内

キハ80系を概ね踏襲しているが、2等車（普通車）の座席は回転クロスシートであるT17形座席で、80系では座席背面がデコラの化粧板であったが、特急形電車同様に座席と同素材のモケット張りとなっている。1等車（グリーン車）の座席は腰掛けに小型格納式テーブルを持つR22形で、80系に見られたヘッドレストの上下調整機構が省略されている。

### 主要機器

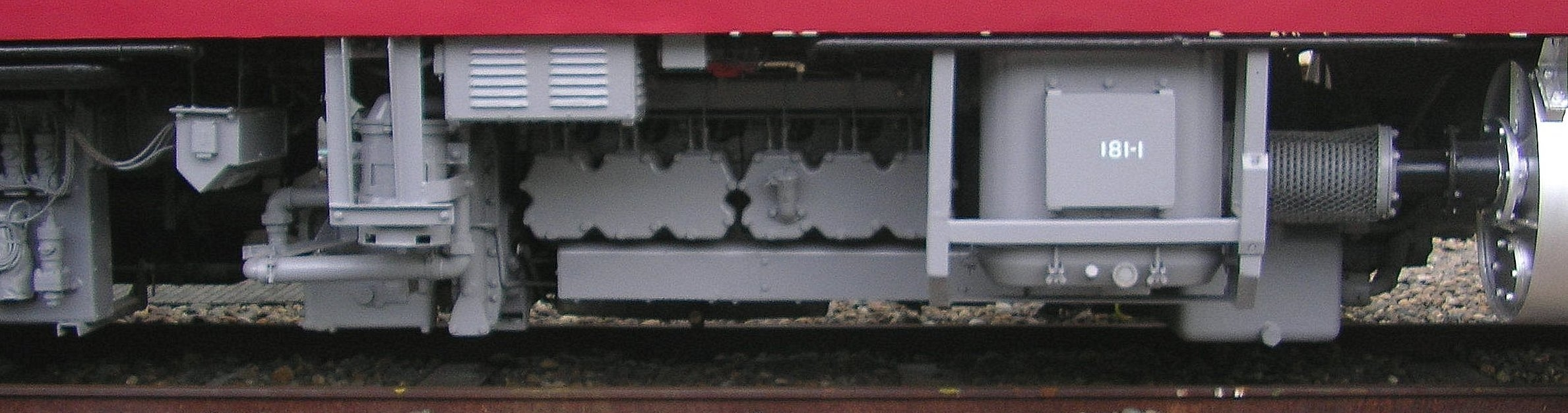
キハ181-1床下のDML30HSCエンジン

#### 走行用エンジン
走行用エンジンとして、当初はキハ91形2 - 8に搭載されたDML30HSBを改良した DML30HSCを、付随車であるキサシ180形以外の各形式について各1基搭載し、以後増備の度に順次改良されてDML30HSD・DML30HSE・DML30HSFが搭載されたが、その基本設計に変更はない。

#### 発電用エンジン
キハ80系では走行用のDMH17Hを発電用に転用したDMH17H-Gを先頭車（キハ81・82形）に各1基搭載して編成の電力をまかなったが、本系列ではキハ90形で走行用として試験されたDMF15Hをデチューンの上で発電用に変更したDMF15HS-Gをキハ181形に各1基搭載する。
これにより、キハ80系では発電セット1セット当たり三相交流440 V/125 kVAであった給電能力が、キハ181系量産車では発電用機関の出力向上から三相交流440 V/180 kVAに増強され、1セットで5両分のサービス電源供給が可能となった。

#### 変速機

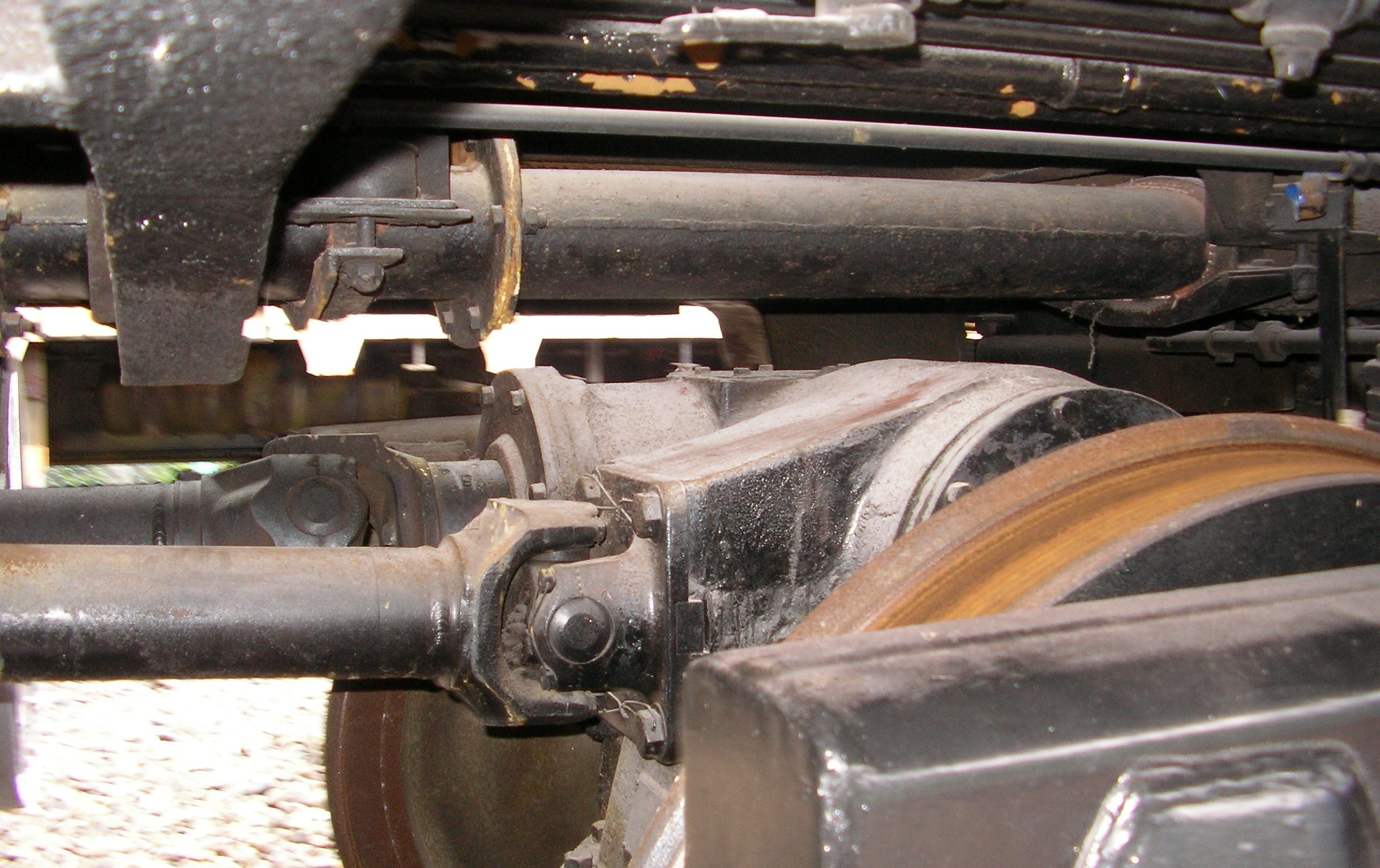
キハ181-1の台車減速機周辺。手前側が自在継手装備のトルクロッド、奥手側が駆動用の推進軸である

キハ91形の設計を踏襲し、1段3要素充排油方式の液体式変速機のDW4C - DW4Eを搭載する。
これは直結1段・変速1段構成で、大出力による空転を防ぐ目的で1台車2軸駆動を実施する関係上、従来は台車枠から吊り下げられる最終減速機と一体であった逆転機が機関直結の変速機と一体化するように変更されているという特徴がある。また、機関のピストン往復方向への振動や大トルクによる変速時の動揺が車体に伝わることを遮断する目的で、機関を車体と弾性支持とし、台車側へも「反力軸」と呼ばれる反力吸収用の軸（トルクロッド）を推進軸と並行する形で変速機から出し、これを動力台車の機関寄り最終減速機と結合して支持することで、機関の動揺を車体側だけではなく台車側でも抑える、という対策が講じられている。
従来のTC2・DF115系の場合は45 km/hで変速 - 直結の手動切替を行っていたが、DW4系は大馬力エンジンによる太いトルクで空転が多発することを防止するため、低速ではすべりが大きく、中高速での効率をより重視した構成（トルクコンバーターのストールトルク比が小さい設定）となっており、85 km/h程度まで変速段で加速を行い、回転数を検知してマイクロスイッチよりクラッチが作動することで直結段に自動変速する自動切替となっている。このため、勾配線区で常用される速度域が伝達効率の低い変速段で占められることになり、また起動加速時には滑り損失の大きさから、攪拌による変速機油の温度上昇が大きくならざるを得なかった。
もっとも、その一方で 85 km/h以上での高速走行時には、通風量の増大で冷却システムが有効に機能し、直結段で機関本来の性能がフルに発揮可能であるため、本系列はむしろ平坦線において85 - 120 km/hの速度域で電車に伍して走行するのに適している。なお最終減速比はキハ80系の2.613に対して、2.362と設定された。
変速機故障の割合は62.2％に及び、これによりエンジンカット→MT比低下による出力低下→過負荷→オーバーヒート→速度低下→運転不能といったケースに結び付き、割合以上に深刻な問題をキハ181にもたらした。

#### 冷却系
山岳線での運用主体ということもあり、中間車（動力車）は冷却ファンの駆動による走行用機関の馬力損失と騒音・振動を嫌い、また車両製造コストの削減を狙って自然通風式を採用した。このため、大型の放熱素子を並べた巨大な自然通風式ラジエーターを屋根上ほぼ車体全長に渡って搭載している。
もっともこのシステムは先行採用したキハ90系でも冷却能力の不足が解決できていなかった上に、夏場の高温下での運用試験が未了であったにもかかわらず、いわば「見切り発車」で採用されており、後述するように本系列が夏場を中心に急勾配線区で不具合を頻発する一因となった。
この冷却器は構造単純でかつ廉価であったが、その反面、冷却水量過大や車両重量の増加、それに重心高の引き上げという問題があった。また低速・高負荷状態での連続運転を強いられた山岳線区、中でも特に中央本線のような線区での運用時においては、通風量の不足と前述の変速段常用、それに機関そのものの高発熱特性などによる発熱過大が重なって起きた致命的な冷却能力不足と、これに起因する機関故障等が頻繁に発生した。こうした事情から、このシステムを含むキハ90以来の新系列気動車は客観的に見て決定的な失敗作であったと断じられている。
それゆえ、このキハ90系と同様の自然通風式冷却器搭載を踏襲した中間車については、冷却系の能力改善が特に強く要求された。これに対し国鉄技術陣は基本設計には抜本的な変更を加えず、不足する冷却能力の強化を目的として床下に油圧モーターによる強制通風式ラジエーターを追加搭載することで問題の解決を図った。これにより冷却能力不足については一定の改善が見られたが、油圧モーターのためのオイルポンプ駆動に伴って機関出力損失が発生し、自重も増大した。
キハ91の試験結果を受け、屋根上放熱器のフィンの数を増やすか、補助送風機の風量の増加で設計を大きく変えず放熱容量を強化できると判明したため、気温24度（7M3T編成）及び30度（6M4T編成）の環境で行われた特急ダイヤの試運転（名古屋-長野間）では、25‰勾配において強制通風よりも冷却性能は上回り床下強制通風装置は一度も作動せず、冷却容量も余裕のある結果が出ている。
1978年2月には苗穂工場にて豪雪極寒地域での影響を調査しており、設計の変更で対処可能とされたが、北海道用の新形式気動車の最高速度は100km/hとされ将来の運転速度向上も望みが薄いと考えられ、この速度ではファンによる強制通風と大きな差はなく、重量も嵩む屋根上放熱器は採用されなかった。
これに対し、キハ181形は発電セットを搭載するため、軸重の制限から重量面で不利な自然通風式が採用できなかった。このため、走行・発電の2基分のエンジンのラジエーターをまとめて運転台後部の車体両側面に装備し、屋根上の2基の静油圧駆動ファンによる強制通風をおこなった。自然通風式放熱器よりも冷却不足による温度高に悩まされたのは、強制通風であった。

#### 台車

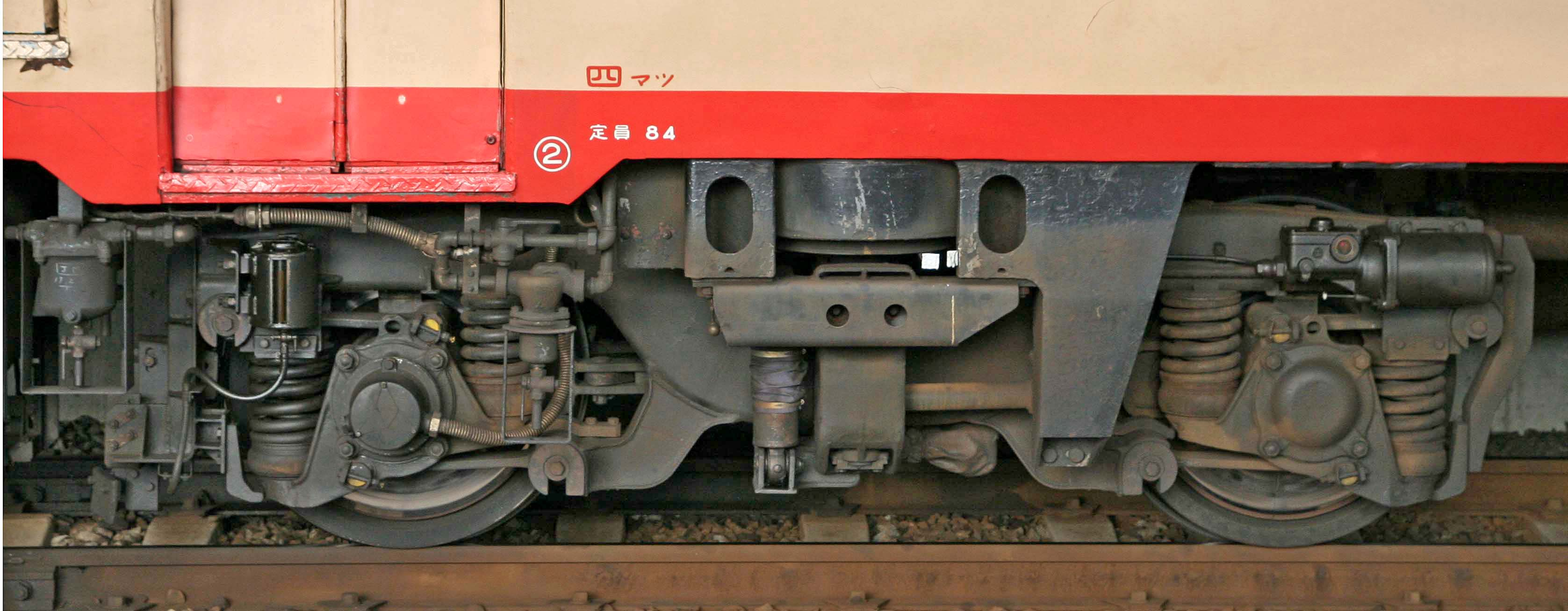
【参考画像】同じ構造を採用したキハ65形のDT-39形台車。こちらは最初からディスクブレーキで製造されている。

キハ90形・キハ91形で新規開発された延長リンク+ウィングばね複合軸箱支持方式を採用する、DT36B・TR205B仮想心皿方式空気ばね台車が引き続き採用された。
これらは片側台車2軸駆動のために設計されたものであり、トランサム（横梁）中央を推進軸が貫通している。このため揺れ枕吊りとボルスタ（心皿）を廃して推進軸との干渉を回避し、荷重は左右の側梁中央直上に車体直結のダイアフラム式空気ばねを載せてここで受け止め、台車の首振りおよび牽引力の伝達は、空気ばねの横剛性（たわみにより台車の首振りを許容）と台車の枕梁と車体を直結するボルスターアンカーにより台車の位置決めをする仮想心皿方式を用いることで代替している。また、逆転機は変速機内装とされたため、動台車には最終減速機のみが各軸に搭載されている。
なお、延長リンク+ウィングばね複合軸箱支持方式については延長リンクのスパンが過大で軸箱支持機構としての横剛性が低く、120 km/h運転時に1軸蛇行動が発生しやすいことが運用開始後に指摘されており、後述する台車枠交換時にペデスタル（軸箱守）で軸箱の上下動を案内するウィングばね構造に変更されている。

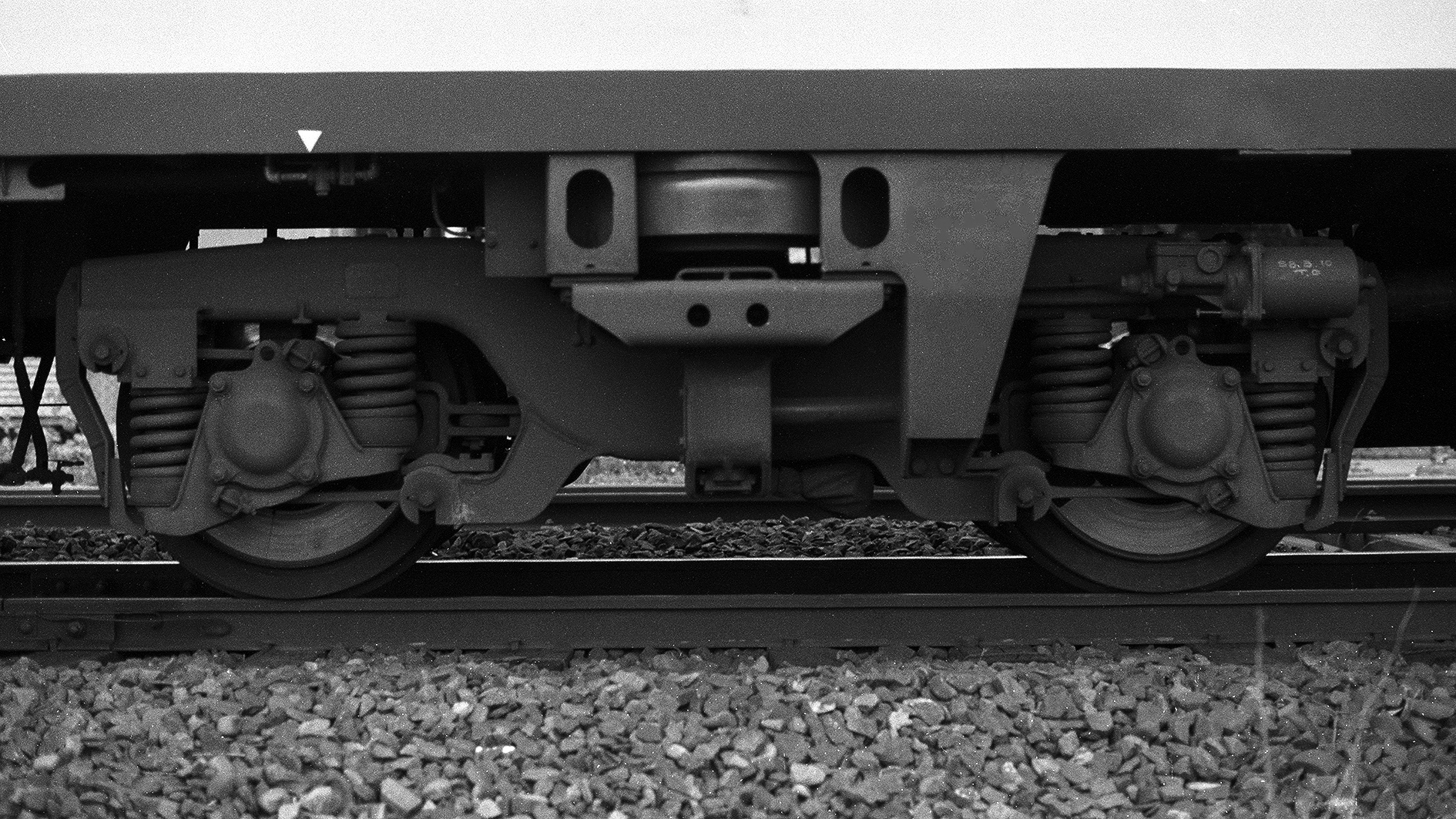
ディスクブレーキ構造の台車 DT40(キハ181-40）
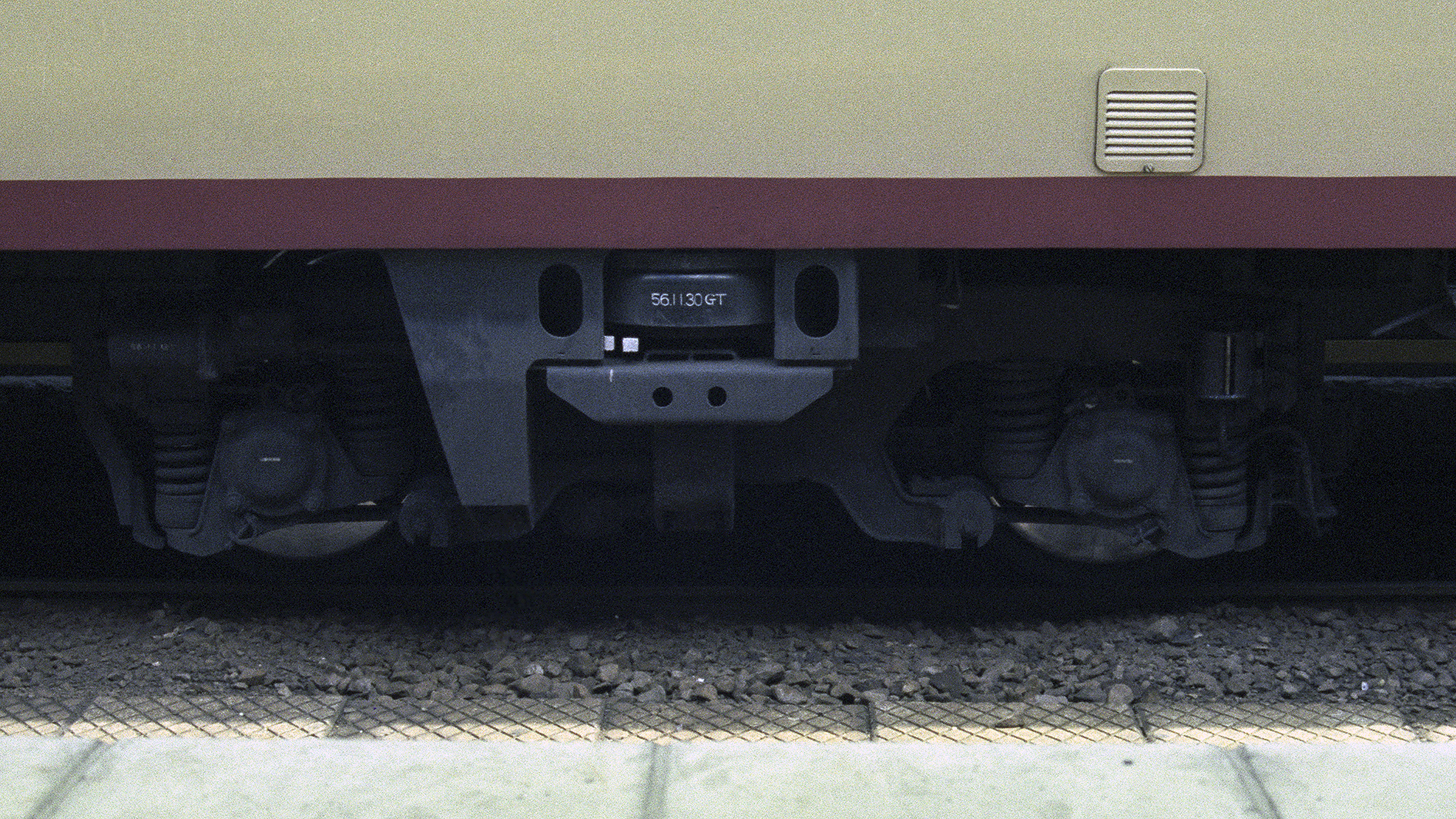
ディスクブレーキ構造の台車 TR219A(キサシ180-10）

### 制御系

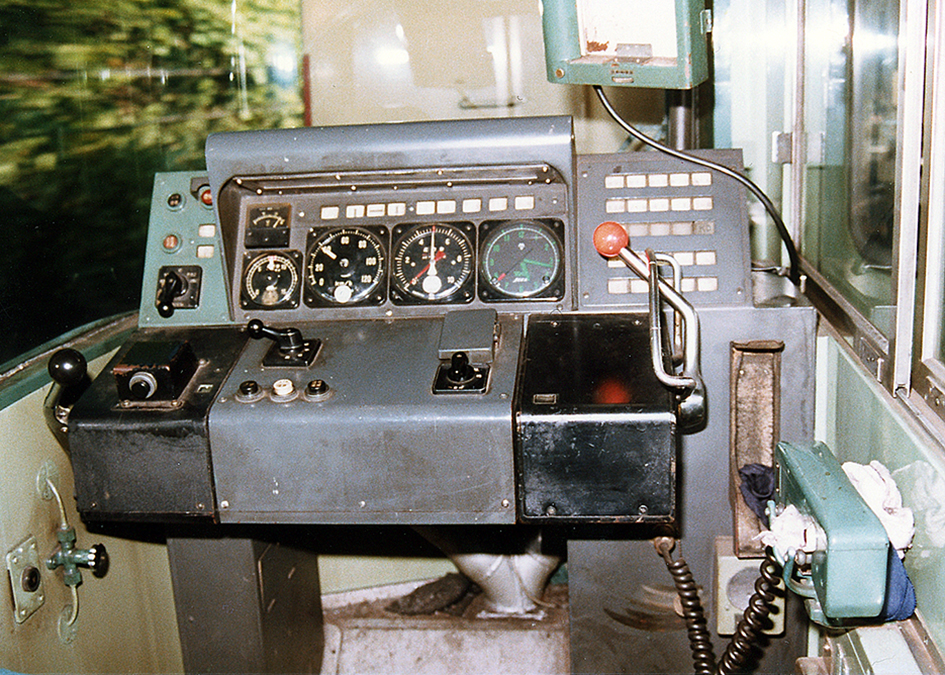
国鉄キハ181形特急形気動車 運転台 左側がマスコン 右側がブレーキ

主幹制御器は専用品（形式名MC50形）を搭載し回転は横軸となっている。
これはキハ90系の設計を踏襲しており、電車と同等の自動進段を行うため、その制御信号は他の気動車各系列との互換性がなく、併結して総括制御を行えない。しかも、急行形として在来形気動車との併結の可能性を考慮せざるを得なかったキハ90系とは異なり、運用上キハ80系を含む在来形気動車との併結を一切考慮していない。
ただし、本系列の制御信号および電気連結器（後述）はキハ90系のそれと互換性があり、併結や混用も可能な設計となっている。このことは、運用開始直後の特急「しなの」での故障続出時に、車両不足をキハ91形で補うという形で有効活用された。だが、同じDML30系エンジンを搭載する急行形のキハ65形とは制御信号、引き通し線の接続方式が異なるため、併結は不可能である。
これを受けて、編成内の引き通し線の接続はキハ90系と共通の密着自動連結器下に取り付けられた専用の電気連結器のみを用いており、増解結などによる編成組み替えが容易になっている。
常用ブレーキシステムは、同時期の国鉄気動車で一般的なシステムであったDA系自動空気ブレーキではなく、軽量化を目的として機器構成が簡素な、三圧力式制御弁を用いるCLE系電磁自動空気ブレーキ（C16B）を採用しており、それを作動させるためのC16Bブレーキ制御装置を各車に搭載している。運転席にはセルフラップ方式のSE16Aブレーキ弁を採用しており、ハンドルの回転は横軸となっている。
また、常用補助制動装置として機関ブレーキ（エンジンブレーキ）を備えている。機関ブレーキは3ノッチあり、マスコンを切位置にして左側に倒すと1ノッチ位置となり、2ノッチまでの機関ブレーキが掛かるようになっており、40 km/h以下になると機関ブレーキは開放される。量産先行車では基礎ブレーキ装置に踏面ブレーキを採用したが、高速運転時のフラット対策と踏面ブレーキ使用による、車輪踏面の損傷が発生したため、量産車（キロ180-3 - ・キハ181-5 - ・キハ180-7 - ・キサシ180-3 - ）以降はその対策として、油圧式車輪ディスクブレーキに変更している。

## 新製車

### 量産先行車

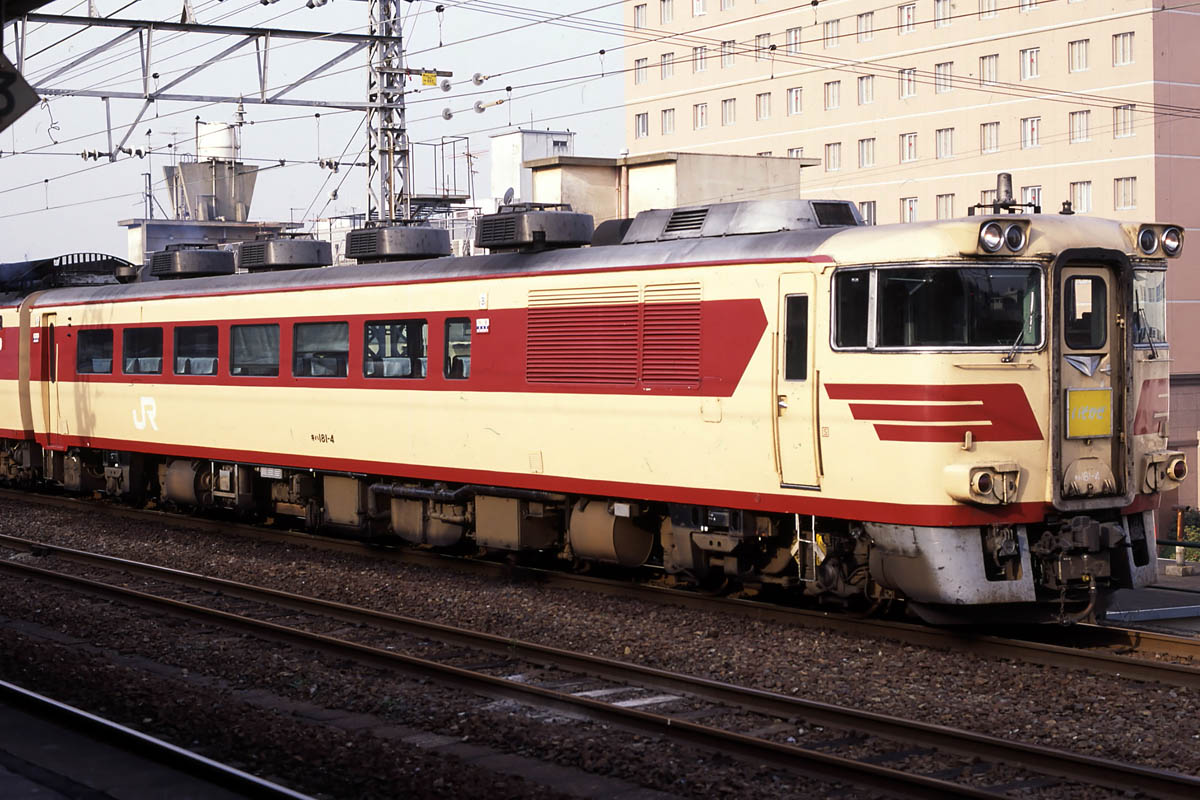
キハ181-4

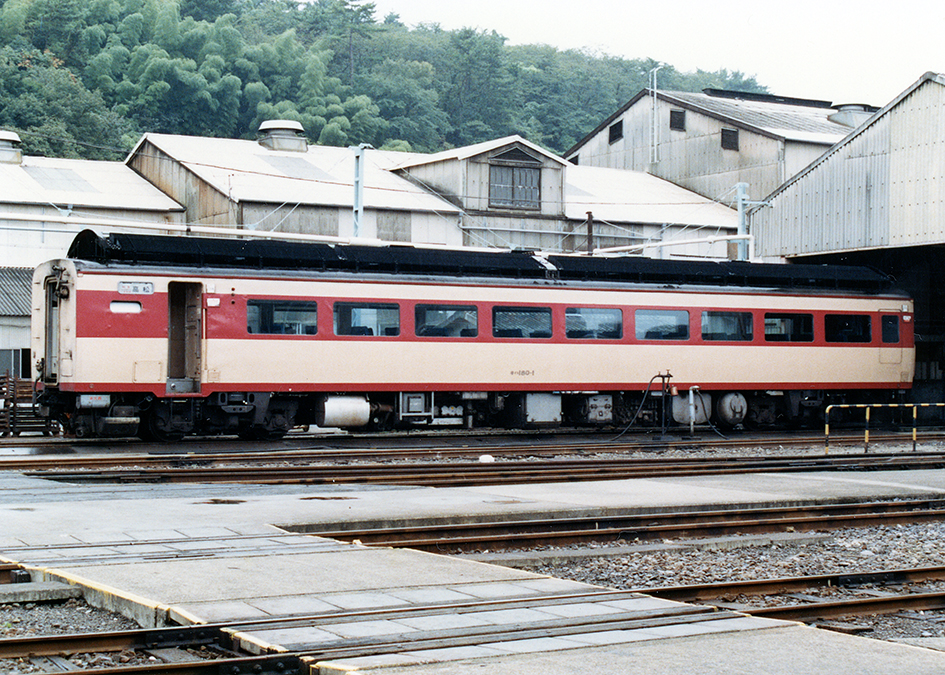
キハ180-1

以下の4形式で構成される。
キハ181形 (1 - 4)
先頭車。定員52名。発電セットに加え、走行用機関の大型放熱器も搭載するため、機器室がキハ82形より長くなり、定員の確保と軽量化のため便所と洗面所は設置されていない。そのため、営業運転では原則として3両以上の編成で運用する必要がある。行先表示器はない。
キハ180形 (1 - 6)
中間車。定員はキハ80形より4名多い76名。出入台付近に和式便所と洗面所を設けた。行先表示器と便所・洗面所の小窓の位置が量産車と異なる。
キロ180形（1 - 2）
中間1等車（グリーン車）。定員48名。キロ80形にあった荷物保管室は廃止となり、代わりに乗務員室（業務用控室）を設置した。車掌室内にはラジオ受信器を搭載している。0番台での便所は出入台側に洋式、反対側車端部に和式をそれぞれ1カ所、洗面所もそれぞれの便所の向かい側の2カ所に設けた。行先表示器はそれぞれの車端部に計4台設置されている。行先表示器と便所・洗面所の小窓の位置が量産車と異なる。
キサシ180形 (1 - 2)
食堂車で、系列中唯一の付随車。食堂定員40名。室内のレイアウトはサシ581形に準じており、前位寄から車販準備室・休憩室・食堂・厨房が設けられている。行先表示器はない。側窓は複層式磨きガラスの間にベネシャンブラインドを内蔵し、カーテンは廃止された。調理用をはじめ、電源はすべてキハ181形から供給を受ける設計となっていた。

### 量産車

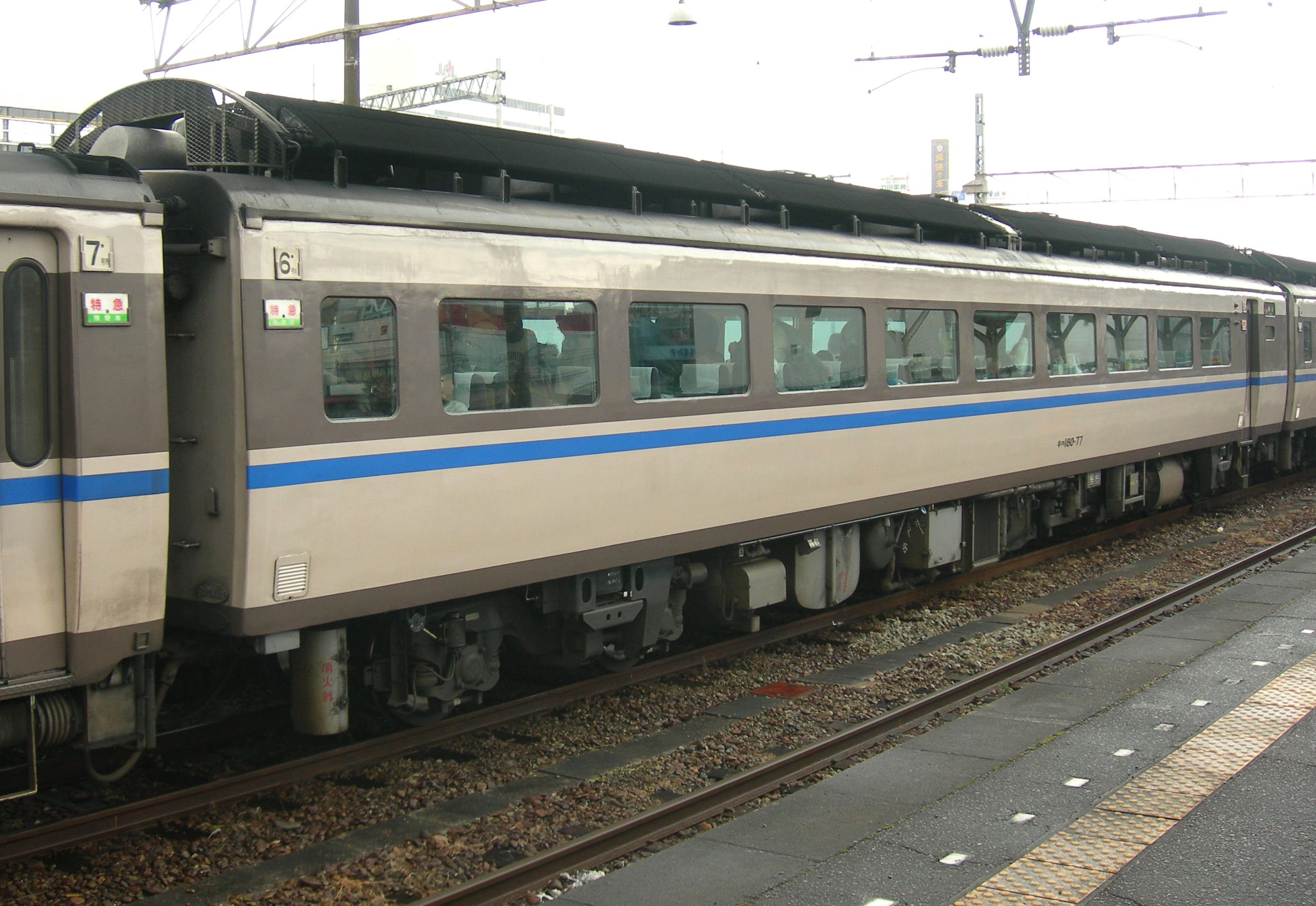
キハ180-77

ディスクブレーキの台車に変更され、製造番号はキロ180形100番台を除き量産先行車の続番となっている。

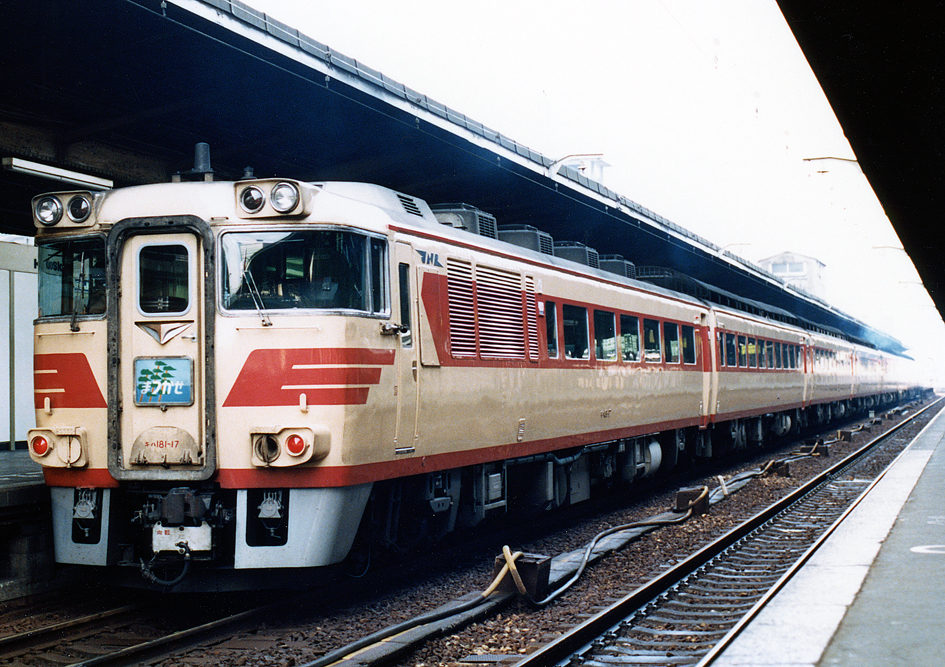
キハ181-17

キハ181形 (5 - 49)
先頭車。定員52名。発電用エンジンが過給器付きのDMF15HS-Gに変更された。
キハ180形 (7 - 79)
中間車。定員76名。便所・洗面所の寸法変更ならびに小窓・行き先表示器の位置変更が行われた。
キロ180形（3 - 13、101 - 104）
| キロ180-13 |  | キロ180-102 |
| キロ180-13 |  | キロ180-102 |

中間グリーン車。定員48名。1969年5月の等級制廃止・モノクラス制移行に伴い、グリーン車マークが貼られている。便所・洗面所の寸法変更ならびに小窓・行き先表示器の位置変更が行われた。
100番台は1972年（昭和47年）に四国特急用として登場したもので、定員は0番台と同じく48名。四国特急では食堂車は連結しないため、0番台の洋式便所・洗面所のスペースを車販準備室とした。
キサシ180形 (3 - 13)
量産先行車では公式側（開閉窓のある側）前方（食堂室側）の休憩室の窓が2等車（普通車）の窓と同一寸法だったが、量産車では休憩室を小さくし非公式側（通路のある側）前方（食堂室側）の車販準備室の窓と同一寸法となる。

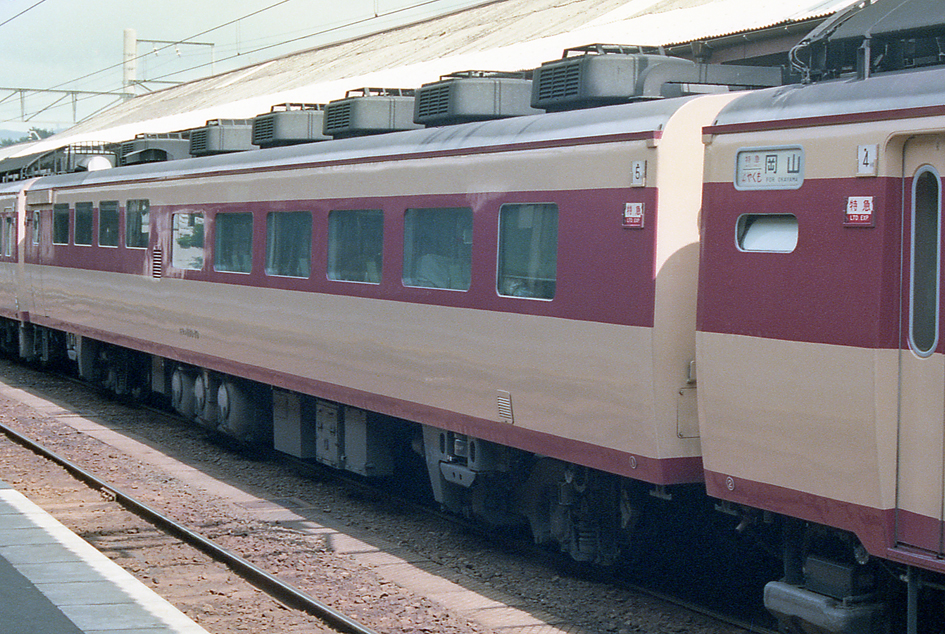
キサシ180-10（非公式側）
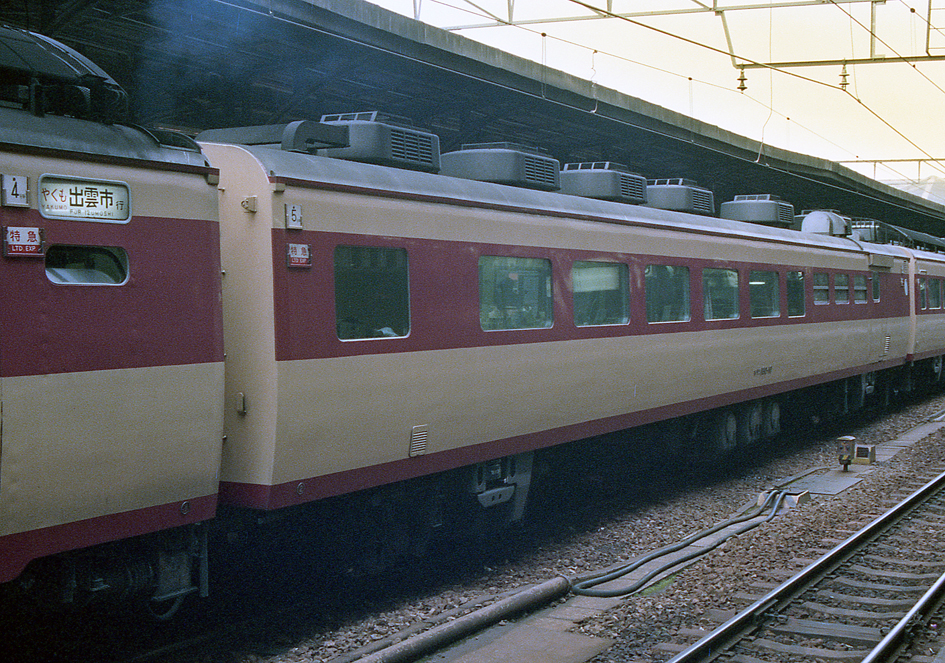
キサシ180-10（公式側）
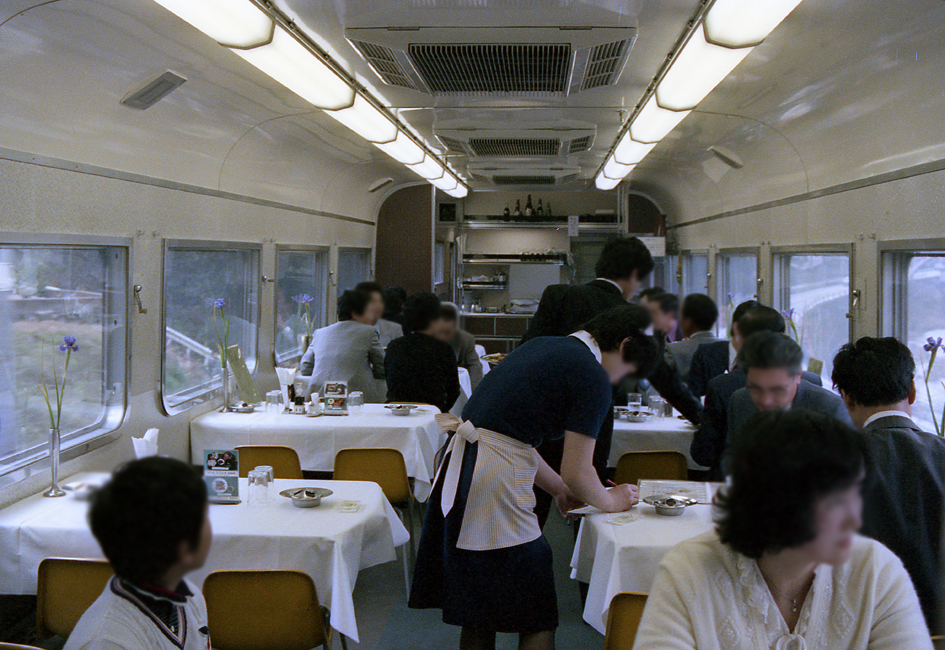
キサシ180-10（車内）

新造車一覧表
| 車両形式    | 車両番号     | 区分        | 落成 配置 | 落成日         | 現行配置・処遇         | 転属・除籍日   | 最終 配置 | 備考                       |
| ----------- | ------------ | ----------- | --------- | -------------- | ---------------------- | -------------- | --------- | -------------------------- |
| キハ181形   | キハ181-1    | 量産先行 車 | 名古屋    | 1968年8月1日   | 廃車                   | 1993年3月31日  | 高松      | リニア・鉄道館にて保存     |
| キハ181形   | キハ181-2    | 量産先行 車 | 名古屋    | 1968年8月13日  | 廃車                   | 1993年3月31日  | 高松      |                            |
| キハ181形   | キハ181-3    | 量産先行 車 | 名古屋    | 1968年7月31日  | 廃車                   | 1993年3月31日  | 高松      |                            |
| キハ181形   | キハ181-4    | 量産先行 車 | 名古屋    | 1968年7月31日  | 廃車                   | 2003年3月31日  | 後藤      |                            |
| キハ181形   | キハ181-5    | 量産車      | 尾久      | 1969年11月24日 | 廃車                   | 2002年10月25日 | 後藤      |                            |
| キハ181形   | キハ181-6    | 量産車      | 尾久      | 1969年11月28日 | 廃車                   | 1993年3月31日  | 高松      |                            |
| キハ181形   | キハ181-7    | 量産車      | 尾久      | 1969年12月25日 | 廃車                   | 2002年10月25日 | 後藤      |                            |
| キハ181形   | キハ181-8    | 量産車      | 尾久      | 1969年12月25日 | 廃車                   | 2006年3月28日  | 下関      |                            |
| キハ181形   | キハ181-9    | 量産車      | 尾久      | 1969年12月5日  | 廃車                   | 2003年3月31日  | 後藤      |                            |
| キハ181形   | キハ181-10   | 量産車      | 尾久      | 1969年12月5日  | 廃車                   | 2003年2月12日  | 後藤      |                            |
| キハ181形   | キハ181-11   | 量産車      | 尾久      | 1969年11月14日 | 廃車                   | 2003年2月15日  | 後藤      |                            |
| キハ181形   | キハ181-12   | 量産車      | 尾久      | 1969年11月14日 | 廃車                   | 2011年3月7日   | 京都      | 津山まなびの鉄道館にて保存 |
| キハ181形   | キハ181-13   | 量産車      | 尾久      | 1969年11月24日 | 事故廃車               | 1976年1月17日  | 尾久      |                            |
| キハ181形   | キハ181-14   | 量産車      | 尾久      | 1969年11月24日 | 廃車                   | 2003年2月12日  | 後藤      |                            |
| キハ181形   | キハ181-15   | 量産車      | 尾久      | 1969年11月24日 | 廃車                   | 2003年2月21日  | 後藤      |                            |
| キハ181形   | キハ181-16   | 量産車      | 尾久      | 1969年11月5日  | 廃車                   | 2003年3月31日  | 後藤      |                            |
| キハ181形   | キハ181-17   | 量産車      | 尾久      | 1969年11月5日  | 廃車                   | 2004年7月15日  | 後藤      |                            |
| キハ181形   | キハ181-18   | 量産車      | 尾久      | 1969年12月20日 | 廃車                   | 2004年4月28日  | 京都      | JR西日本標準色             |
| キハ181形   | キハ181-19   | 量産車      | 尾久      | 1969年12月20日 | 廃車                   | 2004年4月28日  | 京都      | JR西日本標準色             |
| キハ181形   | キハ181-20   | 量産車      | 名古屋    | 1970年9月25日  | 廃車                   | 2004年7月15日  | 後藤      |                            |
| キハ181形   | キハ181-21   | 量産車      | 名古屋    | 1970年9月25日  | 廃車                   | 2010年11月15日 | 京都      | JR西日本標準色             |
| キハ181形   | キハ181-22   | 量産車      | 名古屋    | 1970年9月25日  | 廃車                   | 2010年11月15日 | 京都      | JR西日本標準色             |
| キハ181形   | キハ181-23   | 量産車      | 名古屋    | 1970年9月11日  | 廃車                   | 2003年2月21日  | 後藤      |                            |
| キハ181形   | キハ181-24   | 量産車      | 名古屋    | 1970年9月11日  | 廃車                   | 2004年7月15日  | 後藤      |                            |
| キハ181形   | キハ181-25   | 量産車      | 米子      | 1971年2月2日   | 廃車                   | 1997年1月25日  | 京都      |                            |
| キハ181形   | キハ181-26   | 量産車      | 米子      | 1971年2月2日   | 廃車                   | 2011年2月2日   | 京都      | JR西日本標準色             |
| キハ181形   | キハ181-27   | 量産車      | 米子      | 1971年2月9日   | 譲渡（ミャンマー国鉄） | 2012年2月6日   | 京都      | JR西日本標準色             |
| キハ181形   | キハ181-28   | 量産車      | 米子      | 1971年2月9日   | 廃車                   | 2006年3月28日  | 下関      |                            |
| キハ181形   | キハ181-29   | 量産車      | 米子      | 1971年3月12日  | 廃車                   | 2002年11月16日 | 後藤      |                            |
| キハ181形   | キハ181-30   | 量産車      | 米子      | 1971年3月19日  | 廃車                   | 2003年2月15日  | 後藤      |                            |
| キハ181形   | キハ181-31   | 量産車      | 尾久      | 1971年7月5日   | 廃車                   | 2006年3月28日  | 下関      |                            |
| キハ181形   | キハ181-32   | 量産車      | 尾久      | 1971年7月5日   | 廃車                   | 2006年3月28日  | 下関      |                            |
| キハ181形   | キハ181-33   | 量産車      | 尾久      | 1971年7月5日   | 廃車                   | 1993年3月31日  | 高松      |                            |
| キハ181形   | キハ181-34   | 量産車      | 尾久      | 1971年6月29日  | 廃車                   | 1993年11月30日 | 高松      |                            |
| キハ181形   | キハ181-35   | 量産車      | 尾久      | 1971年6月29日  | 事故廃車               | 1976年1月17日  | 尾久      |                            |
| キハ181形   | キハ181-36   | 量産車      | 高松      | 1971年12月20日 | 廃車                   | 1993年3月31日  | 高松      |                            |
| キハ181形   | キハ181-37   | 量産車      | 高松      | 1971年12月20日 | 廃車                   | 1993年3月31日  | 高松      |                            |
| キハ181形   | キハ181-38   | 量産車      | 高松      | 1972年1月12日  | 廃車                   | 1993年3月31日  | 高松      |                            |
| キハ181形   | キハ181-39   | 量産車      | 高松      | 1972年1月12日  | 廃車                   | 1993年11月30日 | 高松      |                            |
| キハ181形   | キハ181-40   | 量産車      | 高松      | 1972年2月4日   | 廃車                   | 1993年3月31日  | 高松      |                            |
| キハ181形   | キハ181-41   | 量産車      | 高松      | 1972年2月4日   | 廃車                   | 1993年3月31日  | 高松      |                            |
| キハ181形   | キハ181-42   | 量産車      | 高松      | 1972年2月15日  | 廃車                   | 1993年3月31日  | 高松      |                            |
| キハ181形   | キハ181-43   | 量産車      | 高松      | 1972年2月15日  | 廃車                   | 1993年3月31日  | 高松      |                            |
| キハ181形   | キハ181-44   | 量産車      | 米子      | 1972年1月19日  | 廃車                   | 1997年1月25日  | 京都      |                            |
| キハ181形   | キハ181-45   | 量産車      | 米子      | 1972年1月19日  | 譲渡（ミャンマー国鉄） | 2012年2月6日   | 京都      | JR西日本標準色             |
| キハ181形   | キハ181-46   | 量産車      | 米子      | 1972年1月24日  | 廃車                   | 1997年1月25日  | 京都      |                            |
| キハ181形   | キハ181-47   | 量産車      | 米子      | 1972年1月24日  | 譲渡（ミャンマー国鉄） | 2012年2月8日   | 京都      | JR西日本標準色             |
| キハ181形   | キハ181-48   | 量産車      | 米子      | 1972年1月31日  | 譲渡（ミャンマー国鉄） | 2012年2月6日   | 京都      | JR西日本標準色             |
| キハ181形   | キハ181-49   | 量産車      | 米子      | 1972年1月31日  | 譲渡（ミャンマー国鉄） | 2012年2月8日   | 京都      | JR西日本標準色             |
| キハ180形   | キハ180-1    | 量産先行 車 | 名古屋    | 1968年8月1日   | 廃車                   | 1993年3月31日  | 高松      |                            |
| キハ180形   | キハ180-2    | 量産先行 車 | 名古屋    | 1968年8月1日   | 廃車                   | 1992年3月31日  | 高松      |                            |
| キハ180形   | キハ180-3    | 量産先行 車 | 名古屋    | 1968年7月31日  | 廃車                   | 1992年3月31日  | 高松      |                            |
| キハ180形   | キハ180-4    | 量産先行 車 | 名古屋    | 1968年7月31日  | 廃車                   | 1993年3月31日  | 高松      |                            |
| キハ180形   | キハ180-5    | 量産先行 車 | 名古屋    | 1968年7月31日  | 廃車                   | 2002年6月28日  | 後藤      |                            |
| キハ180形   | キハ180-6    | 量産先行 車 | 名古屋    | 1968年7月31日  | 廃車                   | 2002年6月28日  | 後藤      |                            |
| キハ180形   | キハ180-7    | 量産車      | 尾久      | 1969年11月28日 | 改番(キハ181-101)      | 1985年3月14日  | 小郡      |                            |
| キハ180形   | キハ180-8    | 量産車      | 尾久      | 1969年11月28日 | 廃車                   | 1986年2月3日   | 小郡      |                            |
| キハ180形   | キハ180-9    | 量産車      | 尾久      | 1969年11月25日 | 廃車                   | 2004年4月28日  | 京都      | JR西日本標準色             |
| キハ180形   | キハ180-10   | 量産車      | 尾久      | 1969年11月28日 | 廃車                   | 2006年3月28日  | 下関      |                            |
| キハ180形   | キハ180-11   | 量産車      | 尾久      | 1969年11月25日 | 事故廃車               | 1976年1月17日  | 尾久      |                            |
| キハ180形   | キハ180-12   | 量産車      | 尾久      | 1969年12月25日 | 廃車                   | 2004年4月28日  | 京都      | JR西日本標準色             |
| キハ180形   | キハ180-13   | 量産車      | 尾久      | 1969年12月25日 | 廃車                   | 2003年2月12日  | 後藤      |                            |
| キハ180形   | キハ180-14   | 量産車      | 尾久      | 1969年12月25日 | 廃車                   | 2002年6月28日  | 後藤      |                            |
| キハ180形   | キハ180-15   | 量産車      | 尾久      | 1969年12月5日  | 廃車                   | 2003年2月21日  | 後藤      |                            |
| キハ180形   | キハ180-16   | 量産車      | 尾久      | 1969年12月5日  | 廃車                   | 2003年3月31日  | 後藤      |                            |
| キハ180形   | キハ180-17   | 量産車      | 尾久      | 1969年11月14日 | 廃車                   | 2006年3月28日  | 下関      |                            |
| キハ180形   | キハ180-18   | 量産車      | 尾久      | 1969年11月14日 | 廃車                   | 2003年2月15日  | 後藤      |                            |
| キハ180形   | キハ180-19   | 量産車      | 尾久      | 1969年11月14日 | 廃車                   | 2003年2月12日  | 後藤      |                            |
| キハ180形   | キハ180-20   | 量産車      | 尾久      | 1969年11月14日 | 廃車                   | 2003年2月15日  | 後藤      |                            |
| キハ180形   | キハ180-21   | 量産車      | 尾久      | 1969年11月24日 | 廃車                   | 1998年3月31日  | 京都      |                            |
| キハ180形   | キハ180-22   | 量産車      | 尾久      | 1969年11月24日 | 譲渡（ミャンマー国鉄） | 2012年2月8日   | 京都      | JR西日本標準色             |
| キハ180形   | キハ180-23   | 量産車      | 尾久      | 1969年12月5日  | 改番（キロ180-201)     | 1986年10月28日 | 高松      |                            |
| キハ180形   | キハ180-24   | 量産車      | 尾久      | 1969年12月5日  | 改番（キロ180-202)     | 1986年11月17日 | 高松      |                            |
| キハ180形   | キハ180-25   | 量産車      | 尾久      | 1969年12月5日  | 廃車                   | 1997年3月31日  | 米子      |                            |
| キハ180形   | キハ180-26   | 量産車      | 尾久      | 1969年12月20日 | 廃車                   | 2010年11月15日 | 京都      | JR西日本標準色             |
| キハ180形   | キハ180-27   | 量産車      | 尾久      | 1969年12月20日 | 廃車                   | 1985年6月30日  | 尾久      |                            |
| キハ180形   | キハ180-28   | 量産車      | 尾久      | 1969年12月20日 | 廃車                   | 1985年12月27日 | 小郡      |                            |
| キハ180形   | キハ180-29   | 量産車      | 尾久      | 1969年12月20日 | 廃車                   | 1985年12月27日 | 小郡      |                            |
| キハ180形   | キハ180-30   | 量産車      | 尾久      | 1969年12月20日 | 廃車                   | 2010年11月15日 | 京都      | JR西日本標準色             |
| キハ180形   | キハ180-31   | 量産車      | 尾久      | 1969年12月20日 | 廃車                   | 2004年7月15日  | 後藤      |                            |
| キハ180形   | キハ180-32   | 量産車      | 米子      | 1970年9月25日  | 廃車                   | 1996年10月2日  | 京都      |                            |
| キハ180形   | キハ180-33   | 量産車      | 米子      | 1970年9月25日  | 廃車                   | 2010年11月15日 | 京都      | JR西日本標準色             |
| キハ180形   | キハ180-34   | 量産車      | 米子      | 1970年9月11日  | 廃車                   | 1996年8月22日  | 京都      |                            |
| キハ180形   | キハ180-35   | 量産車      | 米子      | 1971年2月2日   | 廃車                   | 1996年10月2日  | 京都      |                            |
| キハ180形   | キハ180-36   | 量産車      | 米子      | 1971年2月2日   | 譲渡（ミャンマー国鉄） | 2012年2月8日   | 京都      | JR西日本標準色             |
| キハ180形   | キハ180-37   | 量産車      | 米子      | 1971年2月2日   | 廃車                   | 1996年9月6日   | 京都      |                            |
| キハ180形   | キハ180-38   | 量産車      | 米子      | 1971年2月2日   | 廃車                   | 1996年7月18日  | 京都      |                            |
| キハ180形   | キハ180-39   | 量産車      | 米子      | 1971年2月2日   | 廃車                   | 1996年10月2日  | 京都      |                            |
| キハ180形   | キハ180-40   | 量産車      | 米子      | 1971年2月8日   | 廃車                   | 2011年2月2日   | 京都      | JR西日本標準色             |
| キハ180形   | キハ180-41   | 量産車      | 米子      | 1971年2月8日   | 譲渡（ミャンマー国鉄） | 2012年2月6日   | 京都      | JR西日本標準色             |
| キハ180形   | キハ180-42   | 量産車      | 名古屋    | 1971年2月9日   | 譲渡（ミャンマー国鉄） | 2012年2月6日   | 京都      | JR西日本標準色             |
| キハ180形   | キハ180-43   | 量産車      | 名古屋    | 1971年2月15日  | 廃車                   | 1996年7月18日  | 京都      |                            |
| キハ180形   | キハ180-44   | 量産車      | 名古屋    | 1971年2月15日  | 廃車                   | 1998年3月31日  | 京都      |                            |
| キハ180形   | キハ180-45   | 量産車      | 名古屋    | 1971年2月2日   | 譲渡（ミャンマー国鉄） | 2012年2月6日   | 京都      | JR西日本標準色             |
| キハ180形   | キハ180-46   | 量産車      | 名古屋    | 1971年2月2日   | 廃車                   | 1996年7月18日  | 京都      |                            |
| キハ180形   | キハ180-47   | 量産車      | 名古屋    | 1971年2月2日   | 廃車                   | 1996年9月6日   | 京都      |                            |
| キハ180形   | キハ180-48   | 量産車      | 名古屋    | 1971年2月2日   | 譲渡（ミャンマー国鉄） | 2012年2月6日   | 京都      | JR西日本標準色             |
| キハ180形   | キハ180-49   | 量産車      | 名古屋    | 1971年2月2日   | 譲渡（ミャンマー国鉄） | 2012年2月8日   | 京都      | JR西日本標準色             |
| キハ180形   | キハ180-50   | 量産車      | 米子      | 1971年3月12日  | 廃車                   | 2003年2月21日  | 後藤      |                            |
| キハ180形   | キハ180-51   | 量産車      | 米子      | 1971年3月12日  | 廃車                   | 2003年2月20日  | 後藤      |                            |
| キハ180形   | キハ180-52   | 量産車      | 米子      | 1971年3月12日  | 廃車                   | 2002年8月31日  | 後藤      |                            |
| キハ180形   | キハ180-53   | 量産車      | 米子      | 1971年3月12日  | 廃車                   | 1996年10月2日  | 京都      |                            |
| キハ180形   | キハ180-54   | 量産車      | 米子      | 1971年3月12日  | 廃車                   | 1996年7月18日  | 京都      |                            |
| キハ180形   | キハ180-55   | 量産車      | 名古屋    | 1971年3月19日  | 廃車                   | 1998年3月31日  | 京都      |                            |
| キハ180形   | キハ180-56   | 量産車      | 名古屋    | 1971年3月19日  | 廃車                   | 2003年2月12日  | 後藤      |                            |
| キハ180形   | キハ180-57   | 量産車      | 名古屋    | 1971年3月19日  | 廃車                   | 2002年12月5日  | 後藤      |                            |
| キハ180形   | キハ180-58   | 量産車      | 尾久      | 1971年7月5日   | 廃車                   | 2003年2月20日  | 後藤      |                            |
| キハ180形   | キハ180-59   | 量産車      | 尾久      | 1971年7月5日   | 廃車                   | 1993年3月31日  | 高松      |                            |
| キハ180形   | キハ180-60   | 量産車      | 尾久      | 1971年7月5日   | 廃車                   | 1993年3月31日  | 高松      |                            |
| キハ180形   | キハ180-61   | 量産車      | 尾久      | 1971年6月29日  | 廃車                   | 1993年11月30日 | 高松      |                            |
| キハ180形   | キハ180-62   | 量産車      | 尾久      | 1971年6月29日  | 廃車                   | 1993年11月30日 | 高松      |                            |
| キハ180形   | キハ180-63   | 量産車      | 高松      | 1971年12月20日 | 廃車                   | 1993年11月30日 | 高松      |                            |
| キハ180形   | キハ180-64   | 量産車      | 高松      | 1971年12月20日 | 廃車                   | 1993年3月31日  | 高松      |                            |
| キハ180形   | キハ180-65   | 量産車      | 高松      | 1971年12月20日 | 廃車                   | 1993年3月31日  | 高松      |                            |
| キハ180形   | キハ180-66   | 量産車      | 高松      | 1972年1月12日  | 廃車                   | 1993年3月31日  | 高松      |                            |
| キハ180形   | キハ180-67   | 量産車      | 高松      | 1972年1月12日  | 廃車                   | 1993年3月31日  | 高松      |                            |
| キハ180形   | キハ180-68   | 量産車      | 高松      | 1972年1月12日  | 改番(キハ181-104)      | 1988年3月30日  | 高松      |                            |
| キハ180形   | キハ180-69   | 量産車      | 高松      | 1972年2月4日   | 改番(キハ181-102)      | 1986年9月26日  | 高松      |                            |
| キハ180形   | キハ180-70   | 量産車      | 高松      | 1972年2月4日   | 改番(キハ181-103)      | 1986年9月10日  | 高松      |                            |
| キハ180形   | キハ180-71   | 量産車      | 高松      | 1972年2月4日   | 廃車                   | 1993年11月30日 | 高松      |                            |
| キハ180形   | キハ180-72   | 量産車      | 高松      | 1972年2月4日   | 廃車                   | 1993年3月31日  | 高松      |                            |
| キハ180形   | キハ180-73   | 量産車      | 高松      | 1972年2月15日  | 改番(キハ181-105)      | 1988年3月14日  | 高松      |                            |
| キハ180形   | キハ180-74   | 量産車      | 高松      | 1972年2月15日  | 廃車                   | 1993年11月30日 | 高松      |                            |
| キハ180形   | キハ180-75   | 量産車      | 高松      | 1972年2月15日  | 廃車                   | 1993年3月31日  | 高松      |                            |
| キハ180形   | キハ180-76   | 量産車      | 高松      | 1972年1月19日  | 廃車                   | 1993年11月30日 | 高松      |                            |
| キハ180形   | キハ180-77   | 量産車      | 米子      | 1972年1月19日  | 譲渡（ミャンマー国鉄） | 2012年2月8日   | 京都      | JR西日本標準色             |
| キハ180形   | キハ180-78   | 量産車      | 米子      | 1972年1月19日  | 廃車                   | 2011年2月2日   | 京都      | JR西日本標準色             |
| キハ180形   | キハ180-79   | 量産車      | 米子      | 1972年1月19日  | 廃車                   | 2011年2月2日   | 京都      | JR西日本標準色             |
| キロ180形   | キロ180-1    | 量産先行 車 | 名古屋    | 1968年8月13日  | 改番(キロ180-151)      | 1975年12月22日 | 高松      |                            |
| キロ180形   | キロ180-2    | 量産先行 車 | 名古屋    | 1968年8月13日  | 廃車                   | 1997年2月15日  | 米子      |                            |
| キロ180形   | キロ180-3    | 量産車      | 尾久      | 1969年12月25日 | 廃車                   | 2003年3月8日   | 京都      | JR西日本標準色             |
| キロ180形   | キロ180-4    | 量産車      | 尾久      | 1969年12月25日 | 譲渡（ミャンマー国鉄） | 2012年2月8日   | 京都      | JR西日本標準色             |
| キロ180形   | キロ180-5    | 量産車      | 尾久      | 1969年11月14日 | 廃車                   | 1998年3月31日  | 京都      |                            |
| キロ180形   | キロ180-6    | 量産車      | 尾久      | 1969年11月14日 | 廃車                   | 1998年6月5日   | 京都      |                            |
| キロ180形   | キロ180-7    | 量産車      | 尾久      | 1969年12月5日  | 改番(キロ180-152)      | 1977年3月4日   | 高松      |                            |
| キロ180形   | キロ180-8    | 量産車      | 米子      | 1970年9月11日  | 廃車                   | 1998年3月31日  | 京都      |                            |
| キロ180形   | キロ180-9    | 量産車      | 米子      | 1971年2月9日   | 廃車                   | 1996年8月22日  | 京都      |                            |
| キロ180形   | キロ180-10   | 量産車      | 米子      | 1971年2月9日   | 廃車                   | 1996年10月2日  | 京都      |                            |
| キロ180形   | キロ180-11   | 量産車      | 名古屋    | 1971年2月9日   | 廃車                   | 1997年3月31日  | 米子      |                            |
| キロ180形   | キロ180-12   | 量産車      | 名古屋    | 1971年3月19日  | 譲渡（ミャンマー国鉄） | 2012年2月6日   | 京都      | JR西日本標準色             |
| キロ180形   | キロ180-13   | 量産車      | 米子      | 1972年1月24日  | 廃車                   | 2010年11月15日 | 京都      | JR西日本標準色             |
| キロ180形   | キロ180-101  | 量産車      | 高松      | 1972年1月24日  | 改番(キロハ180-1)      | 1987年12月28日 | 高松      |                            |
| キロ180形   | キロ180-102  | 量産車      | 高松      | 1972年1月31日  | 改番(キロハ180-2)      | 1988年3月31日  | 高松      |                            |
| キロ180形   | キロ180-103  | 量産車      | 高松      | 1972年1月31日  | 改番(キロハ180-3)      | 1988年2月24日  | 高松      |                            |
| キロ180形   | キロ180-104  | 量産車      | 高松      | 1972年1月31日  | 改番(キロハ180-4)      | 1987年12月22日 | 高松      |                            |
| キサシ180形 | キサシ180-1  | 量産先行 車 | 名古屋    | 1968年8月13日  | 廃車                   | 1980年10月27日 | 米子      |                            |
| キサシ180形 | キサシ180-2  | 量産先行 車 | 名古屋    | 1968年8月13日  | 廃車                   | 1980年10月27日 | 米子      |                            |
| キサシ180形 | キサシ180-3  | 量産車      | 尾久      | 1969年11月14日 | 廃車                   | 1980年10月27日 | 尾久      |                            |
| キサシ180形 | キサシ180-4  | 量産車      | 尾久      | 1969年11月24日 | 廃車                   | 1980年10月27日 | 米子      |                            |
| キサシ180形 | キサシ180-5  | 量産車      | 尾久      | 1969年11月24日 | 廃車                   | 1980年10月27日 | 尾久      |                            |
| キサシ180形 | キサシ180-6  | 量産車      | 尾久      | 1969年12月5日  | 廃車                   | 1985年5月7日   | 米子      |                            |
| キサシ180形 | キサシ180-7  | 量産車      | 尾久      | 1969年12月20日 | 廃車                   | 1980年10月27日 | 尾久      |                            |
| キサシ180形 | キサシ180-8  | 量産車      | 米子      | 1970年9月25日  | 廃車                   | 1985年5月7日   | 米子      |                            |
| キサシ180形 | キサシ180-9  | 量産車      | 米子      | 1971年2月8日   | 廃車                   | 1985年5月7日   | 米子      |                            |
| キサシ180形 | キサシ180-10 | 量産車      | 米子      | 1971年2月15日  | 廃車                   | 1985年5月7日   | 米子      |                            |
| キサシ180形 | キサシ180-11 | 量産車      | 名古屋    | 1971年2月15日  | 廃車                   | 1985年5月7日   | 米子      |                            |
| キサシ180形 | キサシ180-12 | 量産車      | 名古屋    | 1971年3月12日  | 廃車                   | 1985年5月7日   | 米子      |                            |
| キサシ180形 | キサシ180-13 | 量産車      | 米子      | 1972年2月15日  | 廃車                   | 1985年5月7日   | 米子      |                            |

## 改造車

### 車販準備室取付改造
1975年（昭和50年）3月と1977年（昭和52年）3月の四国特急の増発に際しては、所要車両は名古屋と尾久からの転属によってまかなわれたが、このうちキロ180形について、100番台にあわせて洋式トイレ・洗面所を撤去して車販準備室とした車両で、1975年と1977年に合計2両が施工され、形式はキロ180形150番台に変更された。1988年（昭和63年）に2両ともキロハ180形に改造され区分消滅している。
キロ180-1・7 → キロ180-151・152

### 車掌室取付改造

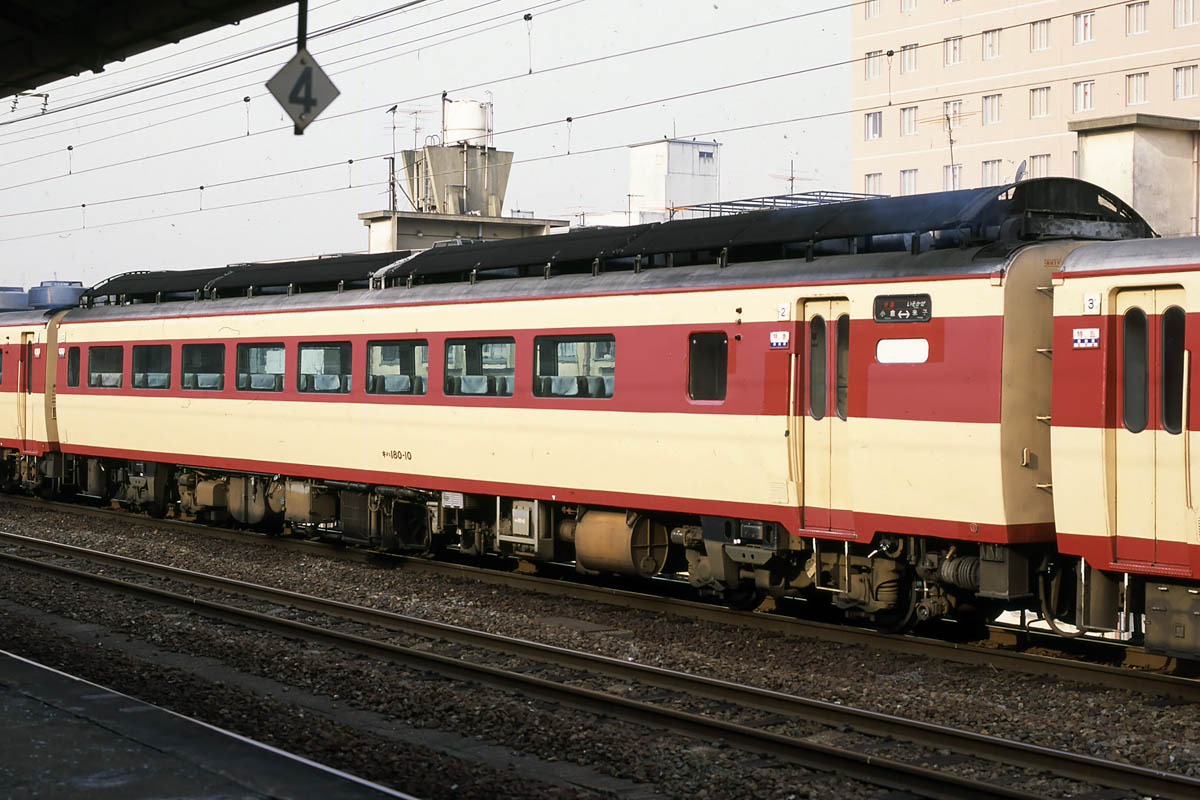
キハ180-10

1976年（昭和51年）10月1日のダイヤ改正により特急「おき」はキハ82系からキハ181系に置換えられたが、キロ180形の不足にともない、3往復中1往復はモノクラス編成で運転されることになった。そのため、当時の国鉄特急列車の規則に従い、一部のキハ180形に車掌室を改造により設置した。
さらに、1985年（昭和60年）3月14日のダイヤ改正以降、3 - 4両の短編成の特急列車が増発されるに及び、追加改造を行った。定員は76名から68名に減少している。改造された車輛は以下の通り。
キハ180-10・14・17・18・23・24
※23・24は後述のキロ180形200番台に改造された。

### グリーン車化改造
| キロ180-202 |  | キロ180-202 車内 |
| キロ180-202 |  | キロ180-202 車内 |

1986年（昭和61年）11月1日のダイヤ改正で、四国内の特急列車を短編成化して増発するにあたり、不足するグリーン車をキハ180形から改造して充当することとした。
種車は改造費を抑える目的から車掌室を増設していたキハ180-23・24（前述）が充てられ、形式はキロ180形200番台に変更された。改造内容は腰掛をキハ80系の廃車発生品のグリーン車用リクライニングシートに交換し、後位側に車販準備室を新設した。この種の改造車の常として、座席と窓のピッチは合っていない。1988年に2両ともキロハ180形に改造され区分消滅している。
キハ180-23・24 → キロ180-201・202

### 先頭車化改造
| キハ181-101 |  | キハ181-103 |
| キハ181-101 |  | キハ181-103 |

| 簡易リクライニングシートに交換後の車内（2枚ともキハ181-102 1986年撮影） |  | 洗面所跡に設置した100円硬貨専用の公衆電話 |
| 簡易リクライニングシートに交換後の車内（2枚ともキハ181-102 1986年撮影） |  | 洗面所跡に設置した100円硬貨専用の公衆電話 |

特急増発に伴い不足する先頭車補充のため、キハ180形を改造した車両で、形式はキハ181形100番台に変更された。国鉄時代に3両、国鉄分割民営化後四国旅客鉄道（JR四国）で2両が改造された。工法は、既に115系や581・583系→715系などで実績のある、あらかじめ配線・配管などを含めた完成済みの運転台ブロック（運転台ユニット）を製作し、既存構体に接合するブロック接合工法で施工した。便所・洗面所のスペースはそのまま残されたが、四国の改造車両は便所は業務用としてふさがれ、洗面所は撤去された。座席配置もキハ180形に準ずるものとなっている。
外見は前面ガラスが金具押さえ支持になって、機械室が若干315 mm短くなり、その後ろの小さな窓がなくなっている。また101・102・103は行先表示器は窓だけが残り、便・洗面所の窓はふさがれた。104・105は行先表示器窓がふさがれ、便・洗面所窓跡が残った。定員は0番台車より4名少ない48名。サービス電源用発電セットはキハ183系のものと同じDMF15HSA-Gである。なお、最初に改造したキハ181-101の装置はキハ184-901をキロ184-901に改造した際の発生品を流用した。また、種車にあった屋根上の放熱器は撤去された。
102・103はアコモ改良として他系列の廃車発生品の簡易リクライニングシートに交換し、洗面所跡に100円硬貨専用の公衆電話を設置して出場したが、キロハ180形に同様の公衆電話が設置されたため、JR四国色になって座席が再度交換されたときに撤去されている。104・105はJR四国色で出場した。
キハ180-7・69・70・68・73 → キハ181-101 - 105

### グリーン車の半室化改造

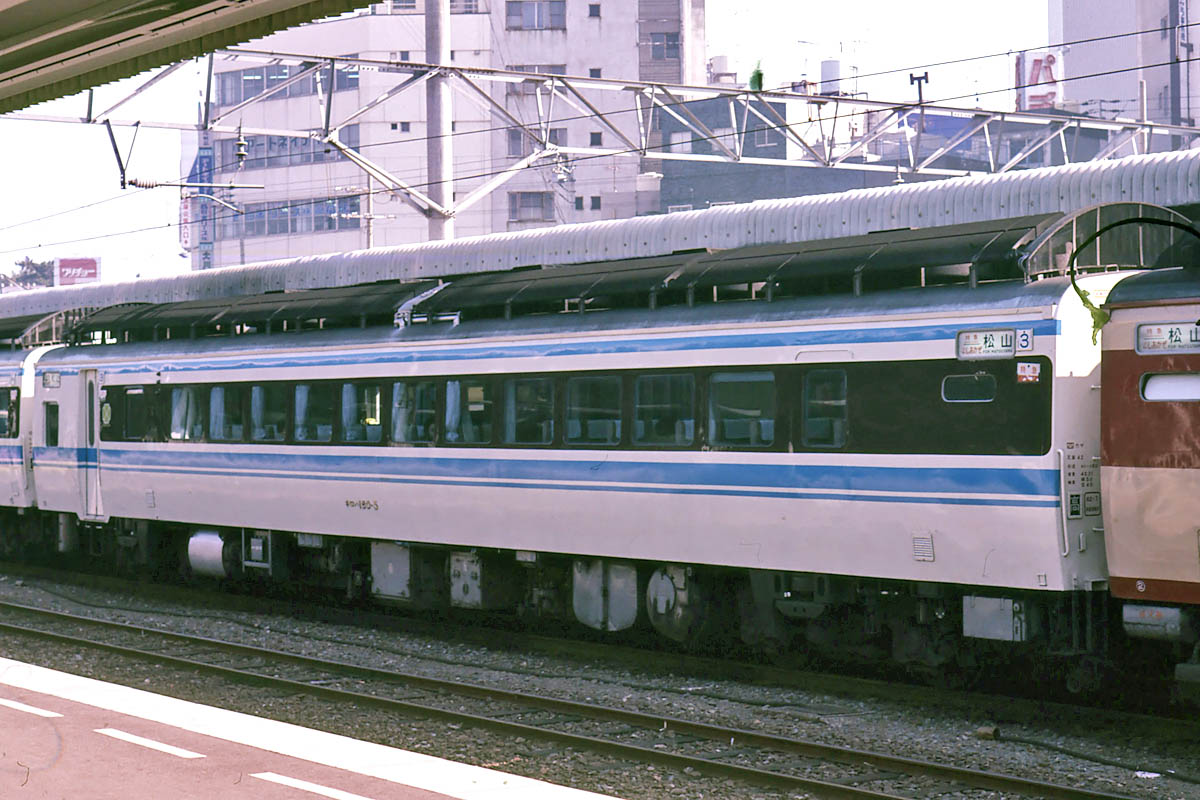
キロハ180-5

国鉄分割民営化後に車内設備をキハ185系並に改良する際、乗車率の低いグリーン車の席数を見直すことになり、キロ180形を半室グリーン車に改造したもの。1987年（昭和62年）から翌年にかけて多度津車両所で改造され、新たにキロハ180の形式が起こされた。
外装はJR四国のコーポレートカラーに変更し、車内は車両中央部にブロンズガラス製の空気式自動引戸付の仕切を設け、仕切の普通室側に100円硬貨専用の公衆電話を設けた電話室を設置した。この関係で元キハ180形だった7・8は窓が一部埋められて小型のものに変更されている。車内の化粧板や床敷物、仕切扉も交換されてグリーン室側は窓の巻上げカーテンを横引カーテンに交換した。1 - 6のグリーン室側は座席モケットを緑色のものに交換し、7・8のグリーン室側は座席をキロ180形からの発生品に交換し、1 - 6と同じ座席になった。普通室側は座席を普通車用のリクライニングシートに交換したが、座席の前後間隔はグリーン車時代と同じ1,160 mmのままであった。定員はグリーン室24名、普通室18名。
キロ180-101 - 104・151・152・201・202→キロハ180-1 - 8（番号順）
改造車一覧表
| 車両形式    | 車両番号    | 種車        | 落成 配置 | 落成日         | 現行配置・処遇    | 転属・除籍日   | 最終 配置 | 備考 |
| ----------- | ----------- | ----------- | --------- | -------------- | ----------------- | -------------- | --------- | ---- |
| キハ181形   | キハ181-101 | キハ180-7   | 向日町    | 1985年3月14日  | 廃車              | 2002年8月31日  | 後藤      |      |
| キハ181形   | キハ181-102 | キハ180-69  | 高松      | 1986年9月26日  | 廃車              | 1993年3月31日  | 高松      |      |
| キハ181形   | キハ181-103 | キハ180-70  | 高松      | 1986年9月10日  | 廃車              | 1993年3月31日  | 高松      |      |
| キハ181形   | キハ181-104 | キハ180-68  | 高松      | 1988年3月30日  | 廃車              | 1993年11月30日 | 高松      |      |
| キハ181形   | キハ181-105 | キハ180-73  | 高松      | 1988年3月14日  | 廃車              | 1993年11月30日 | 高松      |      |
| キロ180形   | キロ180-151 | キロ180-1   | 高松      | 1975年12月22日 | 改番(キロハ180-5) | 1987年12月21日 | 高松      |      |
| キロ180形   | キロ180-152 | キロ180-7   | 高松      | 1977年3月4日   | 改番(キロハ180-6) | 1987年11月12日 | 高松      |      |
| キロ180形   | キロ180-201 | キハ180-23  | 高松      | 1986年10月28日 | 改番(キロハ180-7) | 1988年2月12日  | 高松      |      |
| キロ180形   | キロ180-202 | キハ180-24  | 高松      | 1986年11月17日 | 改番(キロハ180-8) | 1988年3月31日  | 高松      |      |
| キロハ180形 | キロハ180-1 | キロ180-101 | 高松      | 1987年12月28日 | 廃車              | 1993年3月31日  | 高松      |      |
| キロハ180形 | キロハ180-2 | キロ180-102 | 高松      | 1988年3月31日  | 廃車              | 1993年3月31日  | 高松      |      |
| キロハ180形 | キロハ180-3 | キロ180-103 | 高松      | 1988年2月24日  | 廃車              | 1993年3月31日  | 高松      |      |
| キロハ180形 | キロハ180-4 | キロ180-104 | 高松      | 1987年12月22日 | 廃車              | 1993年3月31日  | 高松      |      |
| キロハ180形 | キロハ180-5 | キロ180-151 | 高松      | 1987年11月21日 | 廃車              | 1993年3月31日  | 高松      |      |
| キロハ180形 | キロハ180-6 | キロ180-152 | 高松      | 1987年11月12日 | 廃車              | 1993年3月31日  | 高松      |      |
| キロハ180形 | キロハ180-7 | キロ180-201 | 高松      | 1988年2月12日  | 廃車              | 1993年3月31日  | 高松      |      |
| キロハ180形 | キロハ180-8 | キロ180-202 | 高松      | 1988年3月31日  | 廃車              | 1993年3月31日  | 高松      |      |

## 更新工事

### 台車枠交換工事
製造後10年前後で、台車枠に金属疲労で亀裂が入る不具合が相次いで発生したため、1982年（昭和57年）頃から特修工事として当時在籍していたキハ181系の台車枠について新製交換を実施した。この際、軸箱支持機構を従来の平行リンク・ウィングばね複合式からウイングばね式に変更している。なお、流用部品の仕様差から各台車の形式は旧台車のそれを踏襲し、サフィックス部の変更で区分する方式が採られており、新旧台車形式の対応は下記のとおりとなる。なお、キサシ180形は運用が終了し廃車が進んでいたため台車更新工事は実施していない。
| 区分       | 車両形式  | 製造番号          | 更新前台車   | 更新後台車   | ブレーキ方式     |
| ---------- | --------- | ----------------- | ------------ | ------------ | ---------------- |
| 量産先行車 | キハ181   | 1 - 4             | DT36B/TR205B | DT36C/TR205D | 踏面ブレーキ     |
| 量産先行車 | キハ180   | 1 - 6             | DT36B/TR205B | DT36C/TR205D | 踏面ブレーキ     |
| 量産先行車 | キロ180   | 1 - 4             | DT36B/TR205B | DT36C/TR205D | 踏面ブレーキ     |
| 量産先行車 | キサシ180 | 1 - 2             | TR205C       | TR205E       | 踏面ブレーキ     |
| 量産車     | キハ181   | 5 - 49            | DT40/TR219B  | DT40B/TR219D | ディスクブレーキ |
| 量産車     | キハ180   | 7 - 79            | DT40/TR219   | DT40B/TR219D | ディスクブレーキ |
| 量産車     | キロ180   | 3 - 13・101 - 104 | DT40/TR219   | DT40B/TR219D | ディスクブレーキ |
| 量産車     | キサシ180 | 3 - 13            | TR219A       | TR219E       | ディスクブレーキ |

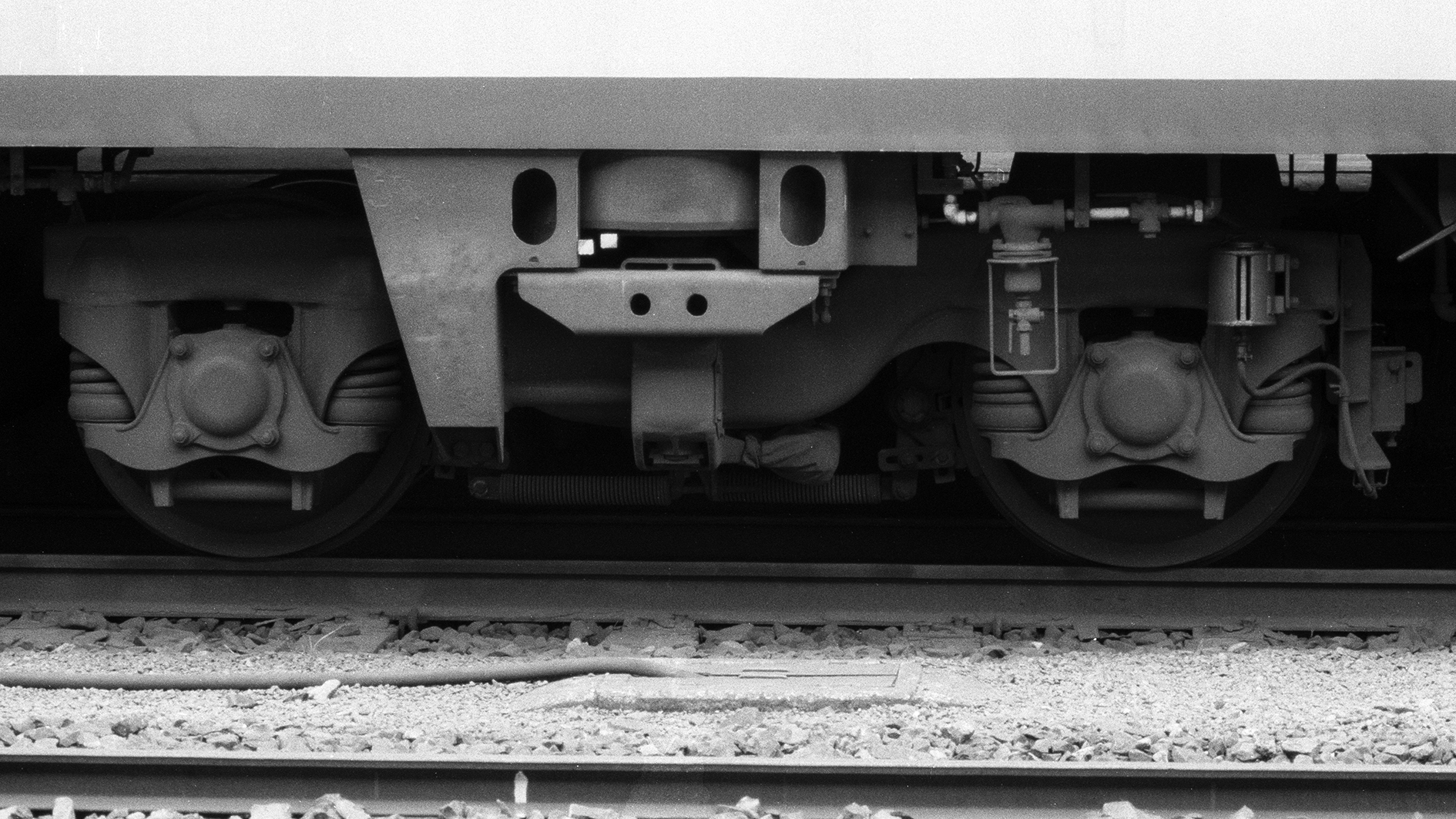
台車枠交換した台車 TR205D（キハ180初期型）

### アコモデーション改造
| リクライニングシートに交換したキハ180形車内 |  | 仕切扉を交換しリクライニングシートに交換したキハ181-104車内 |
| リクライニングシートに交換したキハ180形車内 |  | 仕切扉を交換しリクライニングシートに交換したキハ181-104車内 |

四国旅客鉄道（JR四国）に承継された車両は、国鉄末期より普通車の回転クロスシートをキハ185系に準じた背面テーブル付リクライニングシートへの交換、車内の床敷物、側面化粧板、仕切扉の交換、巻上げカーテンの交換などのアコモデーション改良を実施した。また、車体塗装も1987年から翌年にかけて全車がJR四国のコーポレートカラーに変更された。さらに一部の車両は2000系導入後モケットを交換している。この改造で発生した回転クロスシートはキハ58・28に転用されたものもある。
西日本旅客鉄道（JR西日本）に承継された車両は、ATS-SW形が装備されている。グリーン車の座席モケット交換、普通車の回転クロスシートを485系のアコモデーション改良車と同様な背面テーブル付リクライニングシートへの交換、車内の床敷物、化粧板、仕切扉の交換、巻上げカーテンの交換などのアコモデーション改良を実施した。

### ATS-P取り付け工事
1994年（平成6年）12月3日のダイヤ改正で、キハ181系で運行される智頭急行線経由の「はくと」1往復が新設されたが、智頭急行線では自動列車停止装置としてATS-Pが採用されたため、京都総合運転所所属車両のうち同時に1往復削減された「はまかぜ」から捻出された車両の一部にATS-P対応機器の追加取り付け改造を行い、充当した。
1996年（平成8年）3月16日のダイヤ改正で「はくと」が増発され、「あさしお」の廃止に伴い捻出された車両にATS-P形の追加取付改造を行い充当した。

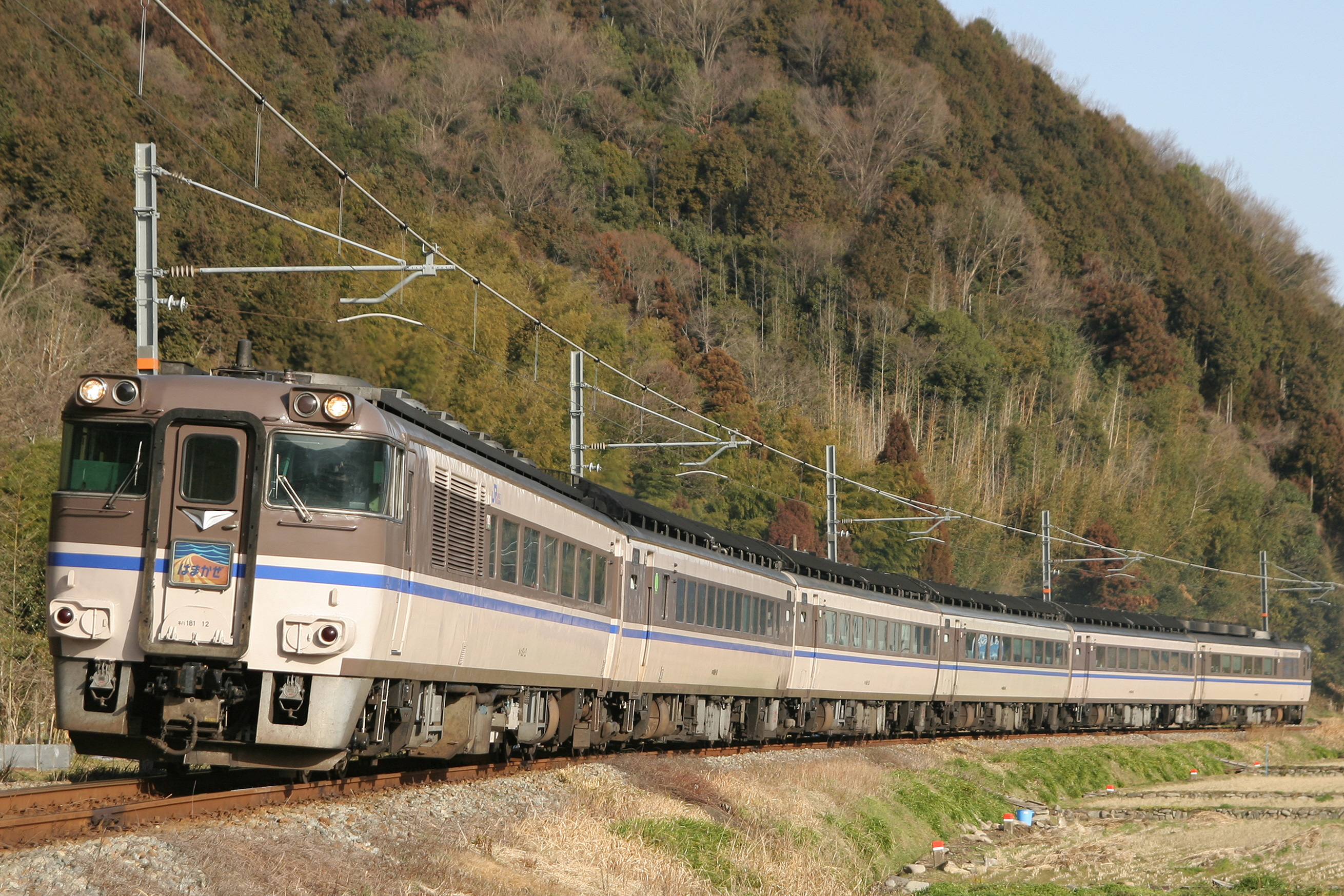
「はまかぜ」
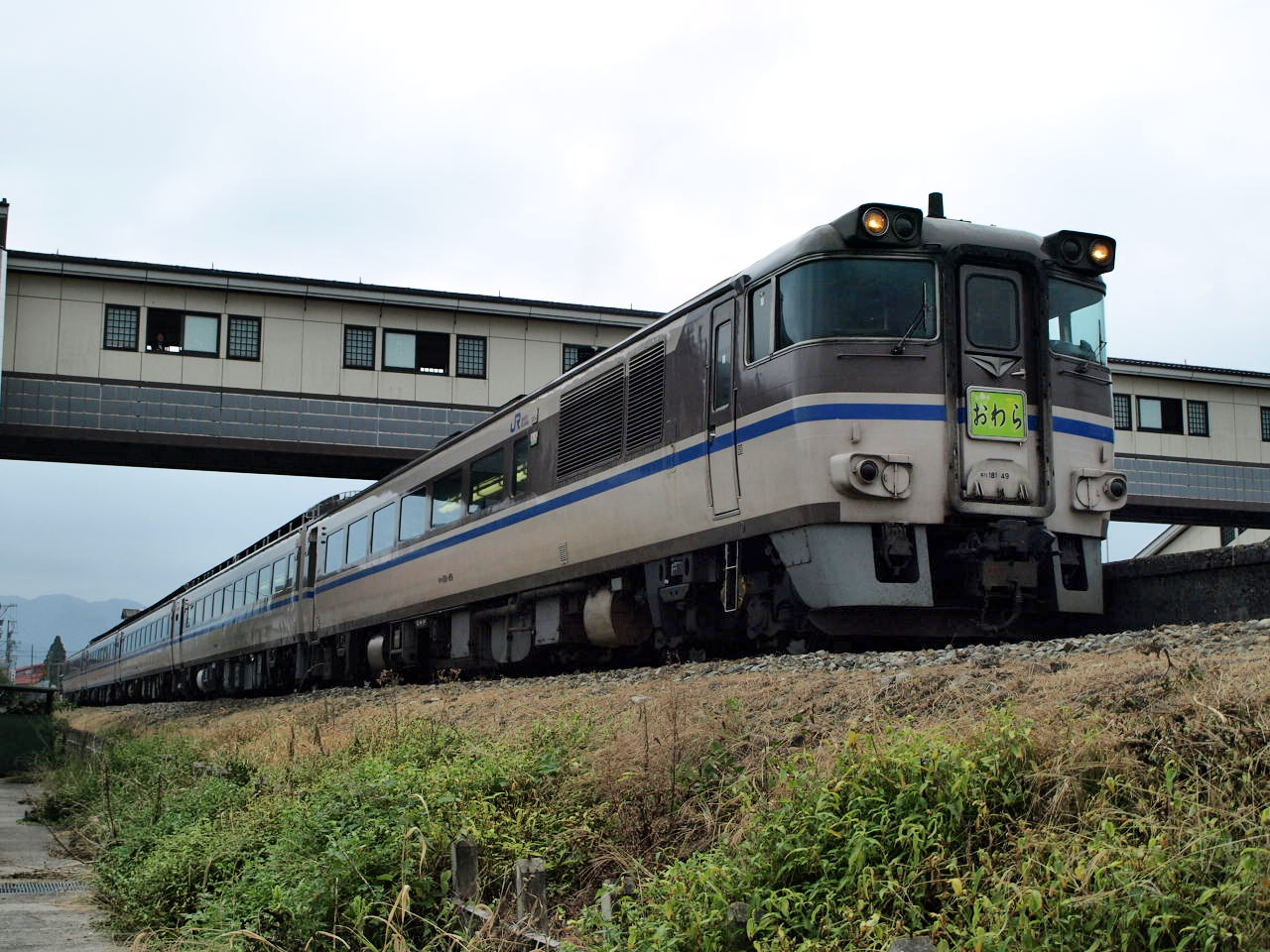
臨時特急「おわら」
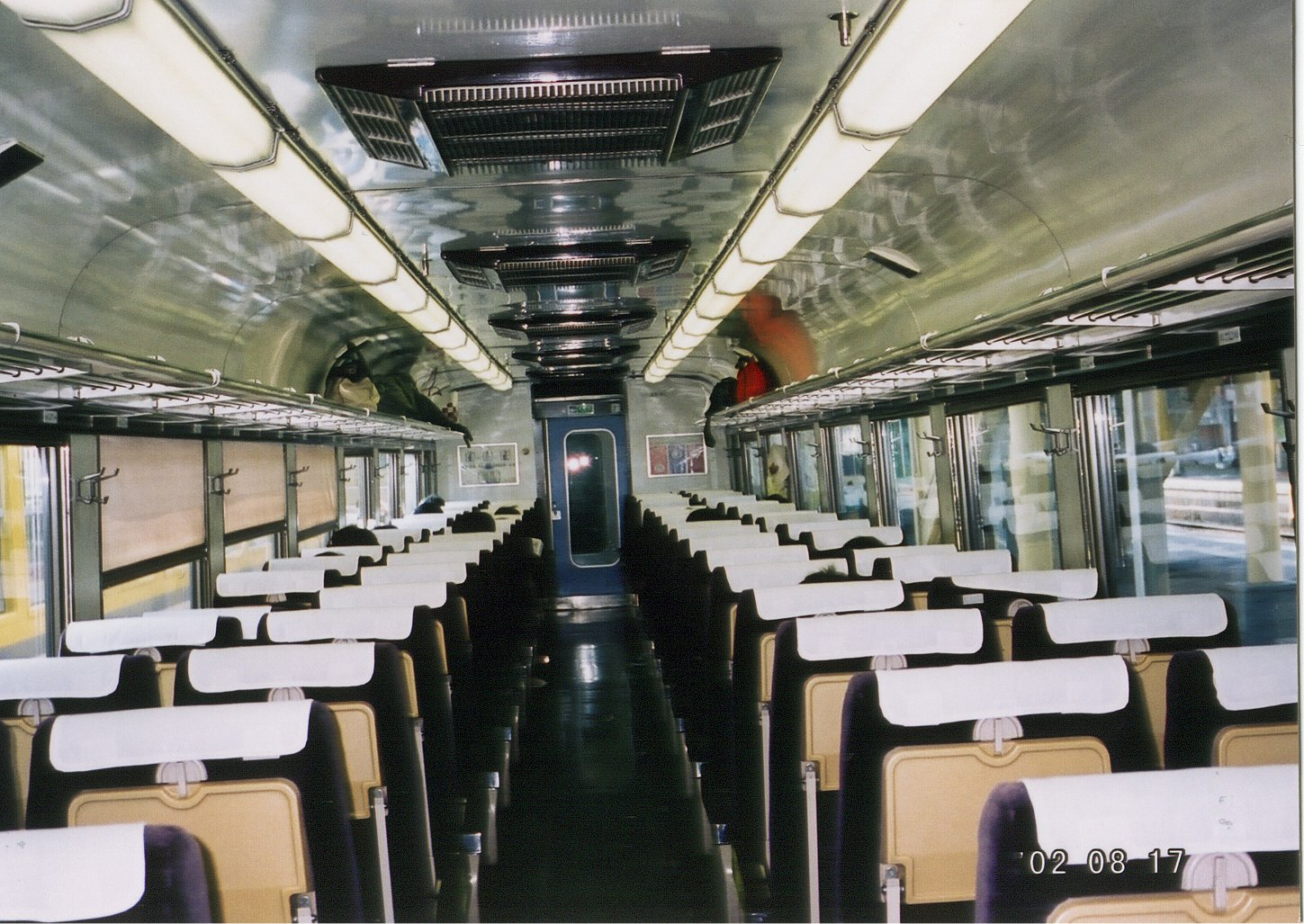
アコモデーション改良後の普通車の車内
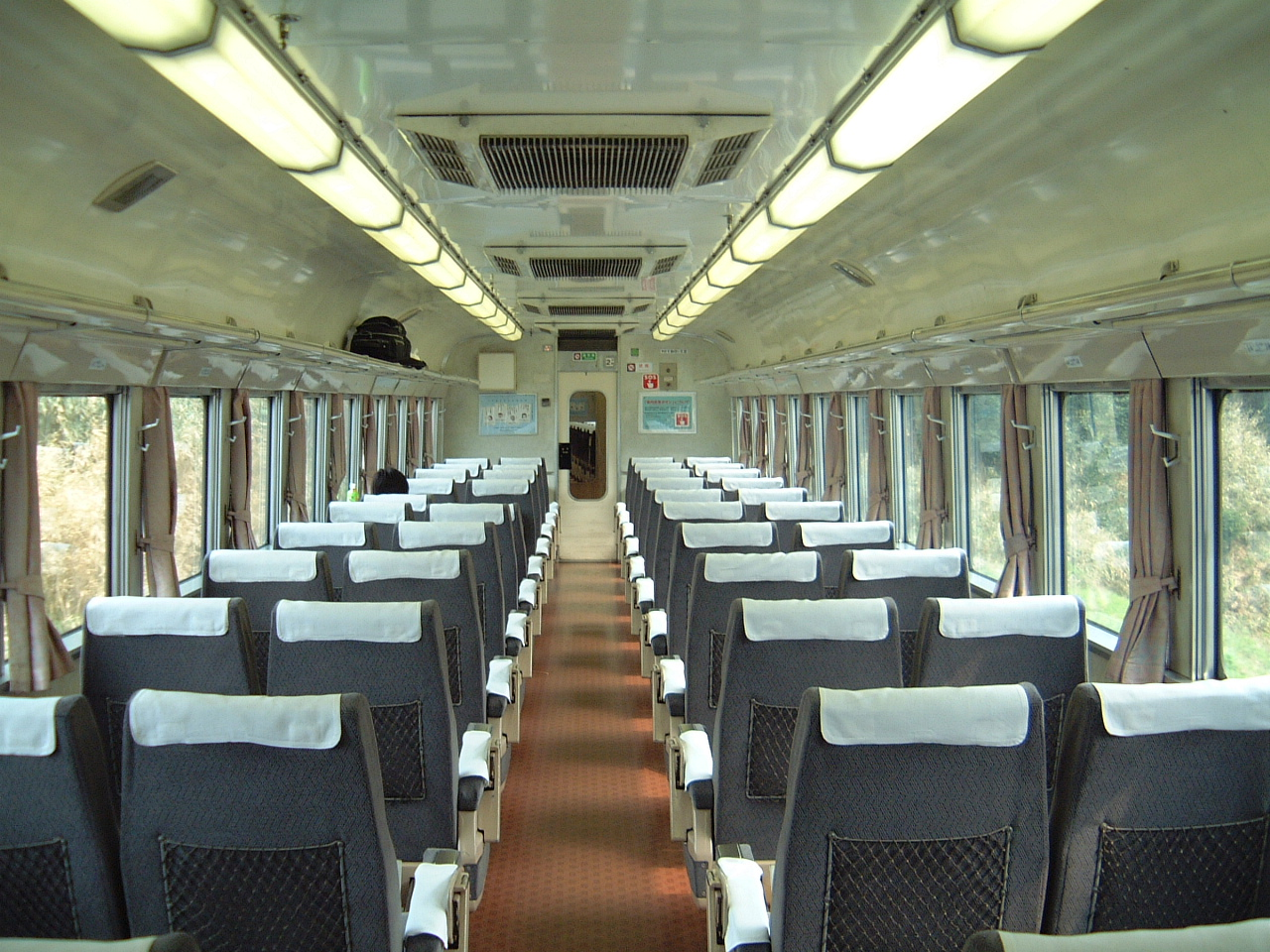
アコモデーション改良後のグリーン車の車内

## 運用の変遷

### 国鉄時代

#### 新製当初
1968年に竣工した、キハ181系第1陣となる量産先行車は同年10月1日から中央西線の特急「しなの」に投入され、最高速度は95 km/hのままながら大出力を利した加速性能の引き上げで大幅な所要時間短縮を実現した。もっとも、特に初年度は変速機故障が頻発した。この際、予備車が製造されていなかったため、一時は制御信号が共通で走行性能も同一のキハ91形を編成に組み込んで急場をしのぐことさえ行われる有様であった。
1969年8月7日には、しなの（8M1T編成）において、故障が相次ぎエンジンの負担が増大しオーバーヒート、62分の遅れが生じている。内容は3両目のキハ181-13が変速機不調によりエンジンカット（7M2Tとなる）で運転開始したところ、桑ノ原へ走行中に6両目のキハ180-3から黒煙が出ていたためエンジンカット（6M3T）、桑ノ原を通過すると前から5両目のキハ180-6が変速機不調によりアイドル（5M4T）、姨捨駅場内信号機外にて前から4両目のキハ180-1と8両目のキロ180-1が温度高となり、いったん停車して冷却と変速機不調のキハ180-6を再起動させた。ところがキハ180-6の変速機に再び異常が生じ、先頭キハ181-1・4両目キハ180-1・最後尾キハ181-2が温度高になり、この状態で冠着トンネルに入ったところ、キハ180-1がエンストして自然停止した。結局、停車してもキハ181-2の強制通風の冷却性能不足で温度が下がらなかったため、トンネルから出て姨捨へ退行し、機関冷却と点検によりキハ180-3を確認したところ、黒煙は排気管ボルト緩みによるものと分かり再起動。キハ180-1は水ポンプメカニカルシートの漏れにより冷却水が不足したため、エンジンカット、6M3Tで運転を続け62分遅れで松本駅に到着した。主な原因は変速機不調が3件発生、ボルト緩みが1件、水ポンプ漏れが1件であった。
|      | ← 塩尻長野・名古屋 →                                        |                                                             |                                                             |                                                             |                                                             |                                                             |                                                             |
| 号車 | 1                                                           | 2                                                           | 3                                                           | 4                                                           | 5                                                           | 6                                                           | 7                                                           |
| 形式 | キハ 181                                                    | キハ 180                                                    | キハ 180                                                    | キハ 180                                                    | キサシ 180                                                  | キロ 180                                                    | キハ 181                                                    |
| 備考 | 編成の塩尻寄りにキハ181形+キハ180形を増結する場合もあった。 | 編成の塩尻寄りにキハ181形+キハ180形を増結する場合もあった。 | 編成の塩尻寄りにキハ181形+キハ180形を増結する場合もあった。 | 編成の塩尻寄りにキハ181形+キハ180形を増結する場合もあった。 | 編成の塩尻寄りにキハ181形+キハ180形を増結する場合もあった。 | 編成の塩尻寄りにキハ181形+キハ180形を増結する場合もあった。 | 編成の塩尻寄りにキハ181形+キハ180形を増結する場合もあった。 |

本系列はキハ80系と比較して最高速度・加速・勾配での均衡速度を向上し、1970年（昭和45年）2月から急勾配の板谷峠を経由する奥羽本線の特急「つばさ」にキハ80系を置き換える形で投入されたが、未成熟な新しいメカニズムを採用していたことと、高効率ダイヤの下で酷使を重ねた結果、故障が多発した。こういったトラブルは、電車・機関車等でも当時の国鉄においては日常的に発生していた。ことさら本系列の不具合が目立つのは、新システムであったことと、故障時に代走できる車両がキハ90系以外に存在しなかったこと、それにキハ90系で長期実用試験のデータが揃わない時点で見切り発車的に本格設計を開始し、同系列の運用・保守を担当した名古屋工場などの現場から既に指摘されていた各部設計の重大な問題点について、設計を担当した国鉄車両設計事務所のスタッフがまともに認識も対応もせず無視し、それらについての根本的な改善が何ら実施されないまま漫然と量産が強行されたためである。ただし、名古屋工場はキハ91、キハ181が従来型よりも複雑な配線や継電器があるため、故障時に電気的故障と決めつけ誤った判断を下し失敗した経歴も持つ。
これらの問題解決が行われるのは、1970年末に車両設計事務所で人事異動が行われ、本系列を担当する動力車担当次長として、それまで技師長室で標準化担当として品質管理に携わっていた石田啓介（前苗穂工場次長。EF81形電気機関車の主任設計者）が着任して以降となる。なお、この人事異動は本系列で深刻なトラブルが頻発していた時期であったにもかかわらず、新たに赴任する石田に対する工作局からのその事に対する事前説明も、前任者からの引き継ぎも一切行われなかったという極めて異様なもので、石田は人事で裏に何かありそうな気がした、と後年のインタビューで証言している。
「つばさ」運用では、当初は速度種別の査定通り板谷峠での単独登坂運行を行っていたが、変速機不調を中心とする故障車のエンジンカットも頻繁に実施されており（このことから本系列の平坦線での高速運転性能には、大出力機関搭載を利してある程度の余裕があったことが見て取れる）、実質的な負担が規定以上という状態が恒常化していた。また、福島以北の区間での遅れを取り戻すための回復運転も福島以南の東北本線上で実施されており、機関出力が整備上のばらつきで規定値以上を発揮していたこと（燃料噴射ポンプのプランジャーと各ノズルの噴射量にばらつきがあった場合、多いものに揃えられる傾向があった）も手伝って、実際には120 km/h 以上で運転されていたとの証言（本系列の速度計は120 km/h が上限となっており、それが振り切れていたという。直結段での速度ゆえ、当然過回転である）もあり、東北本線上での機関の酷使は著しいものであった。このような事情から、夜間間合いを利用した臨時「つばさ」が計画された際には、「夜間の検修時間を取り上げられては定期「つばさ」の運行もままならなくなる」と検修側から反対の声が上がるという事態にもなった。奥羽本線の勾配区間においても、機関の定格出力いっぱいの運転が実施された結果、ヘッドガスケットの吹き抜け、排気マニホールドの過熱 → 発火・焼損等といった熱設計不備と燃料噴射量過大に起因する致命的な事故が頻発した。そのため一時は故障車続出で予備車確保もままならず、定時運行はおろか定期列車運行の維持そのものが危ぶまれる状況に追い込まれた。
この問題の対策として、1972年（昭和47年）10月のダイヤ改正で運用の見直しが実施され、過熱による排気管や機関のトラブルの原因となっていた、「変速6ノッチ」（変速段でのフルスロットル）の取扱について、DMH17系機関と同様、連続最大5分の使用可能時間制限が設けられ、加えてキハ80系時代と同様にEF71形の補機に牽引されて板谷峠を登るように改められた。さらに1973年（昭和48年）10月のダイヤ改正では、予備車確保を目的としてキハ180形1両の減車が行われ、ダイヤ上の余裕時分を確保するため、東北本線上野 - 福島間において所要時分が伸びた。また、この改正では中央西線の「しなの」についても、機関の負担軽減に加えて、食堂営業における要員事情や採算性の問題もあり、食堂車キサシ180形を不連結とした。その後「しなの」は1975年（昭和50年）3月のダイヤ改正で381系電車の運用に統一され、キハ181系は中央西線から撤退した。
「つばさ」の後は、急勾配からその性能を必要とした伯備線（1971年に新大阪 - 出雲市間で「おき」運行開始、1972年3月より岡山発着の「やくも」に変更）、および同様に本系列の性能が必須であった土讃本線を運用区間に含む四国島内向けに製造・投入された。また、「つばさ」の間合い運用として、北上線経由で東北内の仙台・秋田間を結んだ「あおば」が1971年に臨時列車として設定され、1972年3月から定期運行化された。
一方で、西日本を起点とする主要幹線ではこの当時「かもめ」「なは・日向」や、「白鳥」がキハ80系で運用されていた。山陽本線系の前2者は山陽本線（瀬野八を含む）や鹿児島本線でキハ181系の性能を適切に発揮すれば電車特急並への速度向上が可能で、現場や旅客からは導入の要望があった。しかし、「なは・日向」は電車化が視野に入っていた（「なは」は1970年10月以降全線電化された環境で気動車で残っていたが1973年に、「日向」も1974年に電車化）上、残る「かもめ」も既に山陽新幹線岡山・博多間が着工済で、新幹線開業後の車両転用事情もあり、計画はおろか構想の議題にすらならず、見送りとなった。後者も日本海縦貫線の全面電化が間近だったこともあり、投入が見送られた。

#### 他線区への転用

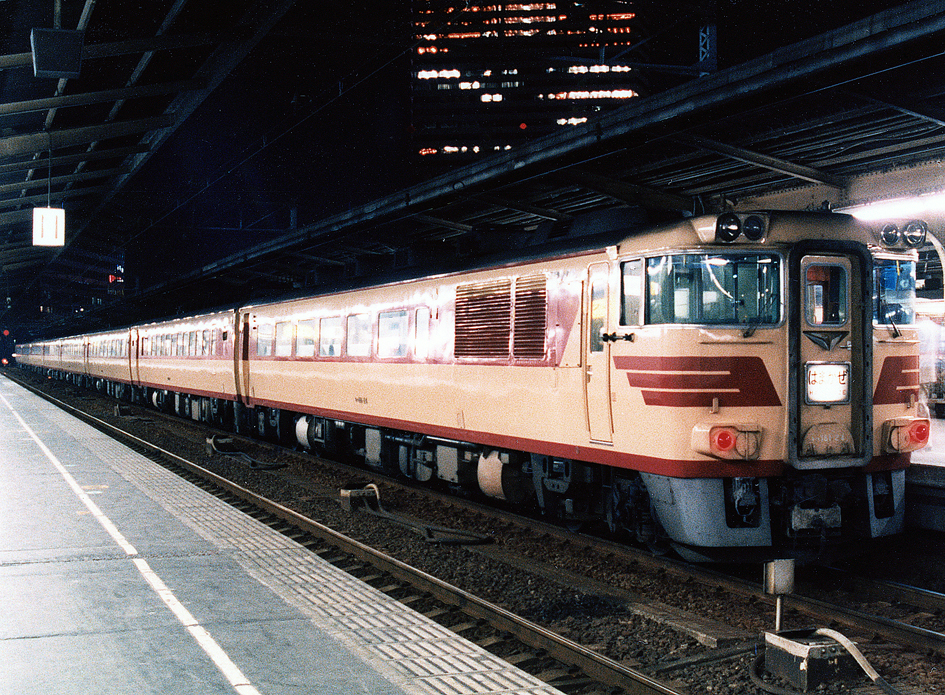
「はまかぜ」（1983年、大阪駅）

中央西線・奥羽本線など、本系列が投入された山岳線区での電化の進展後、他線区への転用が図られた。
中央西線や東北・奥羽本線での運用終了後は、高負荷運転が減ったことに加え、その後キハ65形の整備経験と、DD16やキハ66系などでの試験結果が生かされ、規定の噴射量と噴射圧を厳守する、つまり実効出力を500 PS 以下に規制する整備が行われ、機関にまつわるトラブルは格段に減少している。
もっとも、キハ90系以来DML30系エンジン搭載車の運用を手がけ、本系列の故障対策においても重要な役割を果たした、いわば本系列の育ての親に当たる名古屋工場・名古屋第一機関区は、山岳線区である高山本線を走る特急「ひだ」や紀勢本線を走る特急「南紀」（1978年〈昭和53年〉10月2日運転開始）を担当していたにもかかわらず、国鉄本社から打診された、奥羽本線電化に伴う「つばさ」の電車化に際して余剰となった本系列の両列車への転用・充当を拒否した。
そのため、転用先は既存の山陰・四国地区での増発および、「つばさ」「あおば」用車両の転用でキハ80系を1976年に置き換えた「おき」となった。これらのうち、「やくも」は岡山で新幹線に接続する陰陽連絡特急であったことから食堂車キサシ180形を含む基本8両+付属3両の11両編成とされ、気動車唯一のエル特急（「やくも」の指定は1975年3月）に相応しい設備と輸送力を備えていた。
|      | ← 益田・出雲市・松江岡山 →              |                                         |                                         |                                         |                                         |                                         |                                         |                                         |                                         |                                         |                                         |
| 号車 | 1                                       | 2                                       | 3                                       | 4                                       | 5                                       | 6                                       | 7                                       | 8                                       | 9                                       | 10                                      | 11                                      |
| 形式 | キハ 181                                | キハ 180                                | キハ 180                                | キロ 180                                | キサシ 180                              | キハ 180                                | キハ 180                                | キハ 181                                | キハ 180                                | キハ 180                                | キハ 181                                |
| 編成 | 基本編成                                | 基本編成                                | 基本編成                                | 基本編成                                | 基本編成                                | 基本編成                                | 基本編成                                | 基本編成                                | 付属編成                                | 付属編成                                | 付属編成                                |
| 備考 | 付属編成は一部列車の岡山 - 米子間で連結 | 付属編成は一部列車の岡山 - 米子間で連結 | 付属編成は一部列車の岡山 - 米子間で連結 | 付属編成は一部列車の岡山 - 米子間で連結 | 付属編成は一部列車の岡山 - 米子間で連結 | 付属編成は一部列車の岡山 - 米子間で連結 | 付属編成は一部列車の岡山 - 米子間で連結 | 付属編成は一部列車の岡山 - 米子間で連結 | 付属編成は一部列車の岡山 - 米子間で連結 | 付属編成は一部列車の岡山 - 米子間で連結 | 付属編成は一部列車の岡山 - 米子間で連結 |

しかし、1982年7月には伯備線電化に伴う「やくも」の381系電車化により、本系列は「やくも」運用から撤退した。この際、食堂車のキサシ180形は全車が運用を離脱したが、経年が浅かったため直ちに全車廃車とできず、やむなく休車として長期留置された後、全車とも廃車解体処分されている。残る「やくも」用車両は、陳腐化の進行しつつあったキハ80系で運用されていた「あさしお」「はまかぜ」「まつかぜ」を置き換え、1985年に博多発着だった「まつかぜ」1・4号の米子以西を分割した「いそかぜ」にも使用されたが、1986年には福知山線・山陰本線城崎電化完成に伴う特急の運転系統分割で「まつかぜ」は廃止され、その車両で「はまかぜ」「あさしお」の増発に充てられた他、城崎-米子間の快速列車の一部にも使用されるようになった。

#### 四国地方での運用
1972年3月の山陽新幹線岡山開業で四国に初めて特急「しおかぜ」3往復、「南風」1往復が設定された。これにあわせてキハ181系の最終新製車26両が高松運転所に配置された。
1975年3月には「しなの」の全面電車化による余剰車8両が転入し、キロ180-1がキロ180-151に改造されて「南風」2往復が増発された。同年11月、「つばさ」電車化に伴う余剰車8両が転入し、キロ180-7がキロ180-152に改造されて1977年（昭和52年）に「しおかぜ」1往復が増発された。
1986年には車掌室付キハ180形2両が転入、配置車両は44両となった。同年11月のダイヤ改正でキハ185系がデビューし、「しおかぜ」が大増発された。予讃本線多度津以西の速度向上により高松 - 松山間の最高運転速度は95 km/hとなった。またキハ181系の編成は7両、6両から5両に短縮された。
1987年3月のダイヤ改正で高松 - 松山間の最高運転速度は110 km/hとなり、所要時間が最速で2時間40分台から2時間30分台に短縮された。
国鉄時代はキサシ180形13両全車を含む余剰廃車17両と事故廃車3両の計20両が廃車され、国鉄分割民営化の際には、本系列は西日本旅客鉄道（JR西日本）に94両、四国旅客鉄道（JR四国）に44両の計138両が承継された。
| 会社     | 所属         | 形式                    | 番号 | 総数 |
| -------- | ------------ | ----------------------- | --- | ---- |
| JR西日本 | 向日町運転所 | キハ181 キハ180 キロ180 | 20 - 27・44 - 47 26・31 - 49・53・54・77 - 79 4 - 6・8・10・12                                             | 43両 |
| JR西日本 | 米子運転所   | キハ181 キハ180 キロ180 | 4・5・7 - 12・14 - 19・28 - 32・48・49・101 5・6・9・10・12 - 22・25・30・50 - 52・55 - 58 2・3・9・11・13 | 51両 |
| JR四国   | 高松運転所   | キハ181 キハ180 キロ180 | 1 - 3・6・33・34・36 - 43・102・103 1 - 4・59 - 68・71 - 76 101 - 104・151・152・201・202                  | 44両 |

### JR四国所属車両
1988年4月には本四備讃線（瀬戸大橋線）が開業し、「しおかぜ」、「南風」は岡山発着となり、島内運行の列車は新たに「いしづち」、「しまんと」となった。この瀬戸大橋線開業で「しおかぜ」と「南風」の需要は激増したため編成の増結が実施され、車両の不足分については1990年（平成2年）までの繁忙期にはJR西日本からキハ180形を最大3両借り受けて対応した。新たな改造車としてキロハ180形や、塗装変更を含むアコモデーション改良が実施されたのもこの時期である。
1989年（平成元年）3月、瀬戸大橋上の一部区間で減速運転が開始される一方で、瀬戸大橋線児島 - 宇多津間と土讃線多度津 - 阿波池田間の最高運転速度が120 km/hとなった。また、同時期に2000系「TSE」が営業運転を開始し、同年7月に土讃線阿波池田 - 高知間の最高運転速度が120 km/hとなり、「南風」の所要時間が約10分短縮された（毎週水曜日は検査のため185系で代走）。
1990年（平成2年）11月のダイヤ改正で、「宇和海」、「あしずり」を新設し、当系列の「南風」の運用が無くなる。量産車も登場し本格的に高速運転を開始した2000系とともに、本系列も予讃線高松 - 宇和島間の最高運転速度は120 km/h（一部は110 km/h）、土讃線高知 - 窪川間の最高運転速度は110 km/h（一部は120 km/h）となった。またこの頃から繁忙期に「しおかぜ」、「いしづち」で8両編成中4両（1両目と6 - 8両目）がキハ181形、2両がキロハ180形（2・3両目か3・4両目）という編成が見られるようになる。
1991年（平成3年）11月、2000系の増備で余剰となったキハ180形2両が廃車された。キハ181系が使用される「しまんと」、「あしずり」は時刻表上では3両編成になっていたが、全ての運用でキハ180形1両の増結が実施されたため、実際には3両で運転されたことはなかった。
1993年（平成5年）3月、予讃線高松 - 松山 - 伊予市間の電化完成で定期運用が無くなり、普通車のみの5両編成2本、計10両を残して廃車となった。同年10月21日から11月9日にかけて香川・徳島両県で開催された東四国国体秋季大会開催時期に臨時運用で、高徳線高松 - 徳島間「うずしお」の定期列車2往復が7両もしくは5両で運転された。この臨時運用で運転された「うずしお」がJR四国所有のキハ181系の特急列車としての最終運行であった。同年11月14日、団体列車「どんぐり号」に使用され、これがJR四国所属のキハ181系によるラストランとなった。これらの車両も国体終了後の1993年（平成5年）内に全車廃車となった。

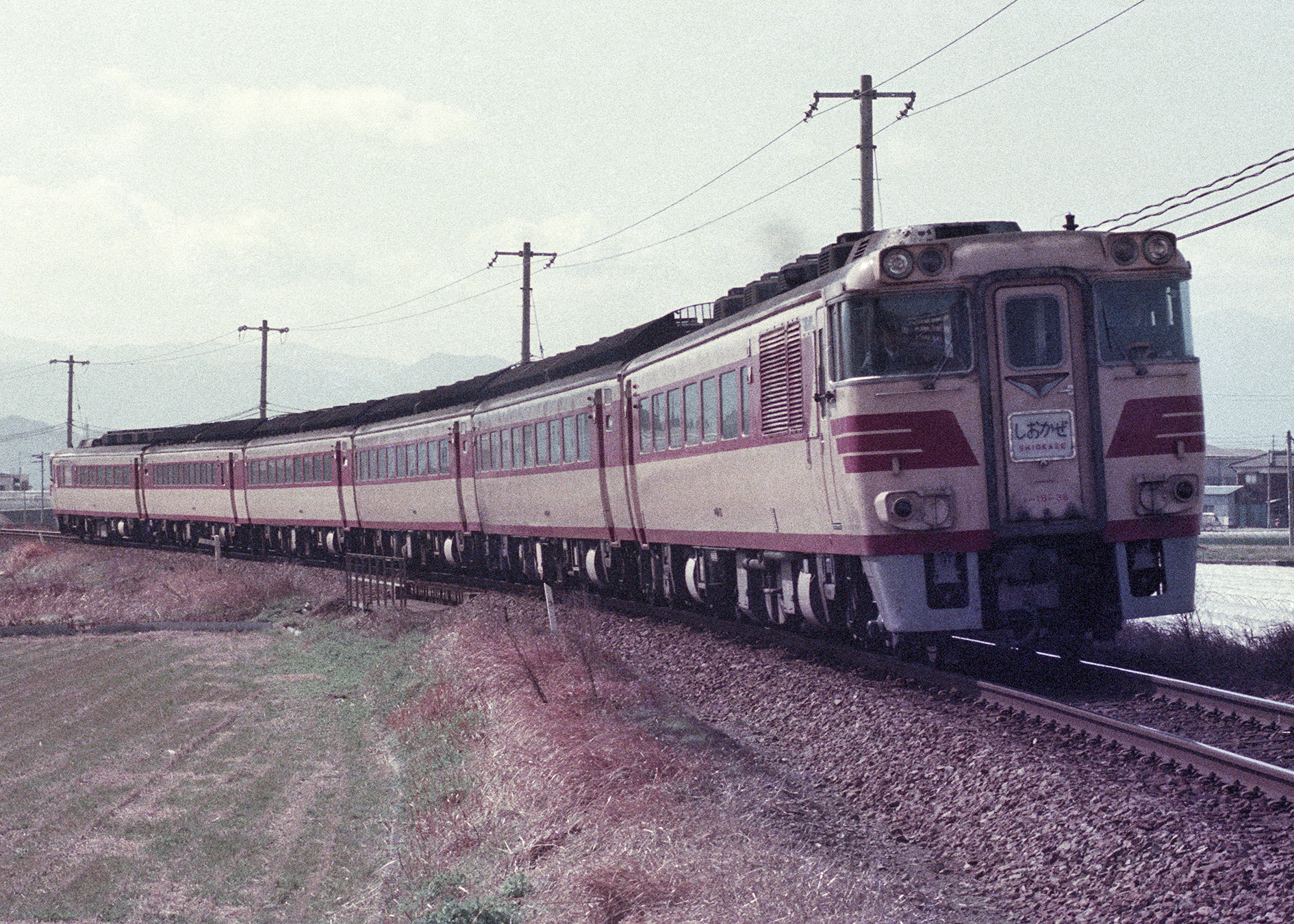
「しおかぜ」
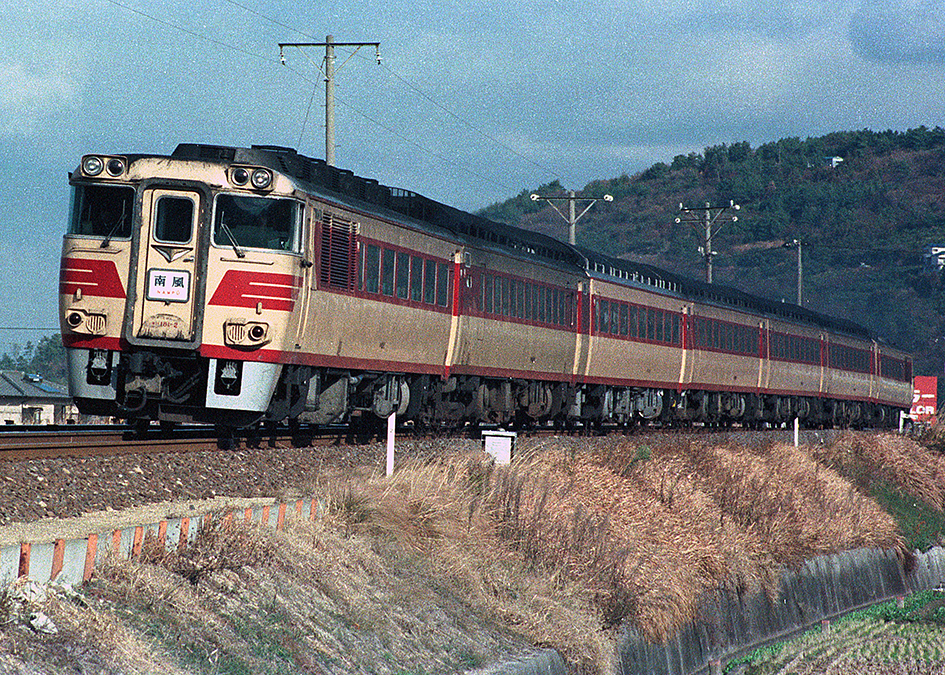
「南風」
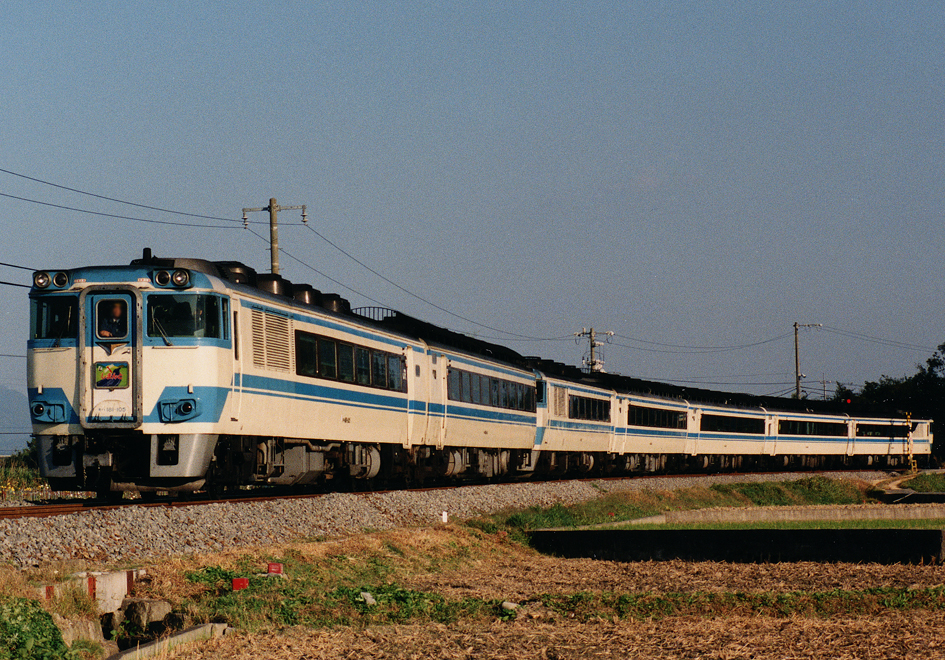
「しまんと」
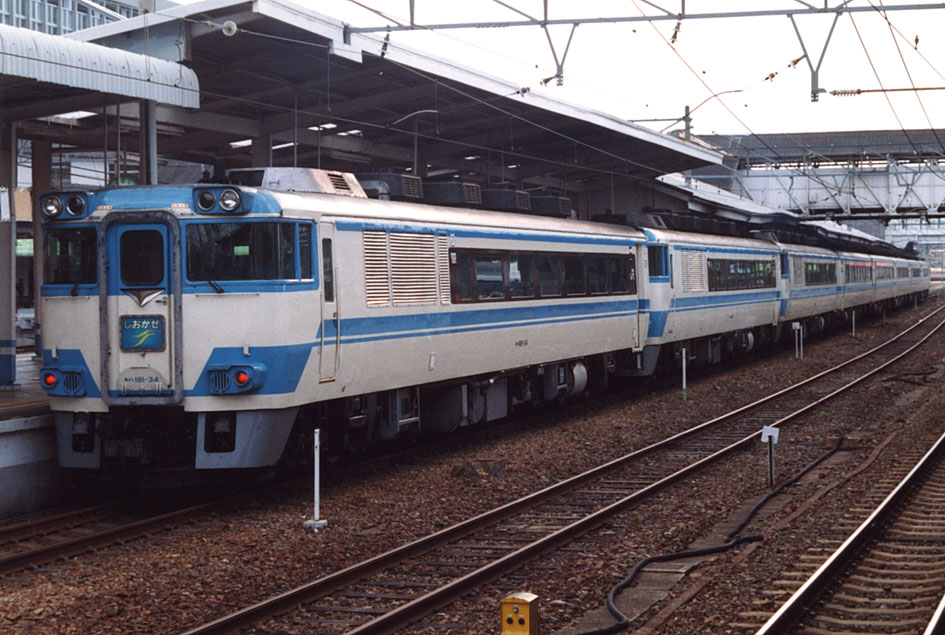
8両編成中4両がキハ181形の「しおかぜ」
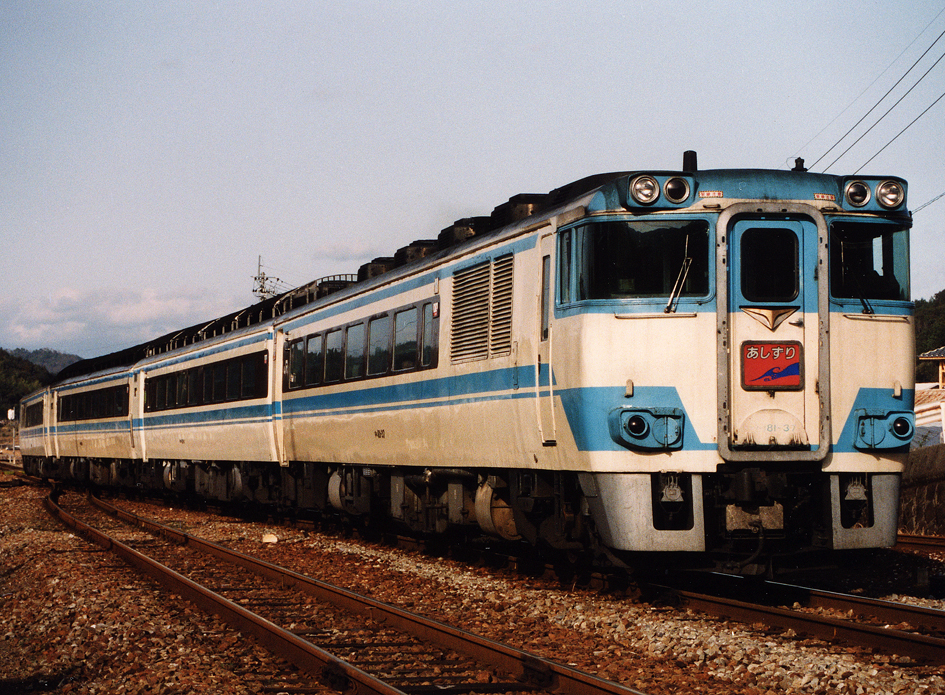
「あしずり」
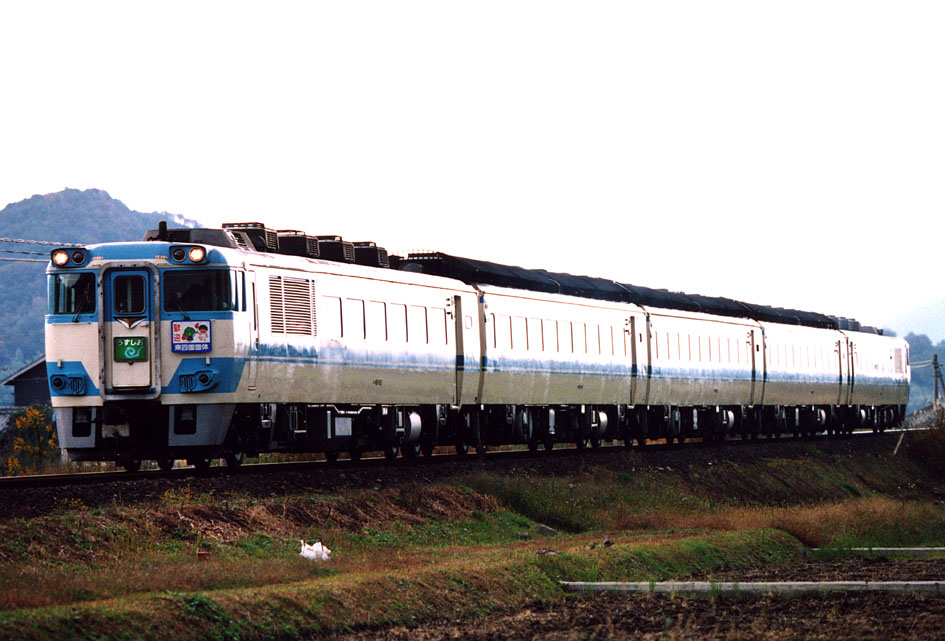
東四国国体秋季大会開催時期に臨時運用で運転された「うずしお」

### JR西日本所属車両
JR西日本発足時点では、特急「あさしお」、特急「はまかぜ」、特急「おき」、特急「いそかぜ」で運用されており、翌1988年3月には、特急「くにびき」が新設された。
1994年（平成6年）3月には智頭急行線経由で新設された特急「はくと」に投入されたが、1997年（平成9年）11月29日のダイヤ改正でHOT7000系の増備により特急「はくと」の定期運用から撤退した。このため、捻出された車両のうち3両編成3本9両（キハ181-12・17・20・22・24・47 キハ180-31・41・42）が鳥取鉄道部西鳥取車両支部に転属し、同時に新設された智頭急行線経由の特急「いなば」3往復に充当した。
JR西日本所属車の廃車は1996年から開始された。同年3月の山陰本線園部 - 福知山間電化による特急ネットワークの再編で「あさしお」が廃止となり、急速に定期運用が減少していった。同時に鳥取 - 米子間で新設の「いなば」も投入されたが、翌1997年（平成9年）に「いなば」は「くにびき」に統合された。これにより、1998年までに京都車22両、米子車3両が余剰廃車となった。
1998年からは、京都総合運転所所属車では183系などに準じたベージュ色■にブラウン■とブルー■の帯をまとった、JR西日本標準色へ塗装変更された。
2001年（平成13年）7月7日のダイヤ改正でキハ187系の増備により特急「おき」・「くにびき」の定期運用から撤退し、「いそかぜ」が山陰本線益田以西に運転区間が短縮されたため、後藤総合車両所所属の車両のうち、引き続き特急「いそかぜ」で運用する3両編成2本6両（キハ181-8・28・31・32 キハ180-10・17）が下関地域鉄道部下関車両管理室に転属し、2002年から2003年にかけて転属車以外の29両が廃車となった。この廃車と同時に先行試作車が全て廃車された。なお、これに伴いキハ181系を利用したリバイバルトレインも多く企画された。また、下関の車両は広島 - 下関間の臨時快速列車「下関ふくフク号」、「関門・MUSASHI号」にそれぞれ専用ラッピングを施し使用された。
2002年（平成14年）春より姫路方面から伊勢市・鳥羽方面への修学旅行列車がキハ58系より京都総合運転所所属のキハ181系6両に変更されている。また、この年にキハ181系を使用した初のリバイバル企画として「リバイバルやくも」が運行された。これに続いて同年6月にはJR四国で初のリバイバルトレイン「南風」（高松 - 高知間）、「しおかぜ」（高松 - 松山間）に使用され、さらに11月には「うずしお」（高松 - 徳島間）、「いしづち」（徳島 - 阿波池田 - 多度津 - 松山間）、「しおかぜ」（松山 - 高松間・高松 - 宇和島間）、「I LOVE しまんと」（宇和島 - 高知間）、「南風」（高知 - 高松間下り1本・上り2本）がキハ181系で運行され四国一周運行した。
2003年（平成15年）10月1日のダイヤ改正でキハ187系気動車の増備により特急「いなば」の定期運用から撤退したため、鳥取鉄道部西鳥取車両支部所属の3両編成3本9両のうち5両（キハ181-12・22・47、キハ180-41・42）が京都総合運転所に転属し、玉突きで京都所属の4両×1本（キハ181-18・19、キハ180-9・12)と後藤所属の残り4両（キハ181-17・20・24、キハ180-31）が2004年に廃車となった。
2005年（平成17年）3月1日のダイヤ改正で特急「いそかぜ」が廃止となったため、下関地域鉄道部下関車両管理室所属の3両編成2本6両が予備車となり、翌2006年に廃車となった。これに伴いこの年まで盆や正月などの多客時の臨時便として運転されていた松江 - 新山口間の「おき」での運用も消滅し、山陰地区へ乗り入れる本系列は「はまかぜ」1往復のみとなった。
定期運用が特急「はまかぜ」のみとなって以降も、京都総合運転所所属の波動用キハ58系の全廃に伴い、天理教関連などの団体臨時列車等にも充当されていた。このため、前述した関西方面から伊勢方面の修学旅行臨で参宮線にも入線するなど、両数的には系列として消滅寸前の状況にあっても、運用範囲は新たに拡大していた。
末期の「はまかぜ」の運用は、新快速が高速で運用される山陽本線を全力疾走した後、播但線で中国山地を超えるという、キハ181系設計当時に想定された運用そのものであった。播但線は所謂陰陽連絡路線の中では比較的線形がよく、車体傾斜による恩恵が期待できなかったことから、キハ187系への置き換えは見送られた。その状況下、遅延などを生じるケースはあったものの、致命的な事故・故障は起こさなかった。
2007年（平成19年）には京都総合運転所に26両が在籍するのみとなっていた。全車JR西日本カラーに変更され、特急「はまかぜ」として運用されてきたが、2010年（平成22年）11月7日から最高速度130 km/hの性能を持つ新形車両であるキハ189系が投入され、11月6日をもって定期運転を終了した。定期運転終了後も一部は「かにカニはまかぜ」に使用されたが、こちらも同年12月23日をもって終了した。
キハ181系の完全引退を記念し、日本旅行が企画・募集する「ありがとうキハ181系号」ツアー（さよなら運転）が2月26日に京都 - 米子間、27日に米子 - 京都間で運転された。
これら京都総合運転所に残っていたキハ181系は2011年（平成13年）3月25日までにすべて幡生（下関総合車両所）へ回送されている。特に、3月24日と25日の運転分は、ヘッドマークや方向幕が取り付けられた。後述の譲渡分は車籍が残されていた。
2012年（平成24年）2月9日までに15両がミャンマーに譲渡される。前日の2月8日までに全車とも廃車され、廃系列となった。

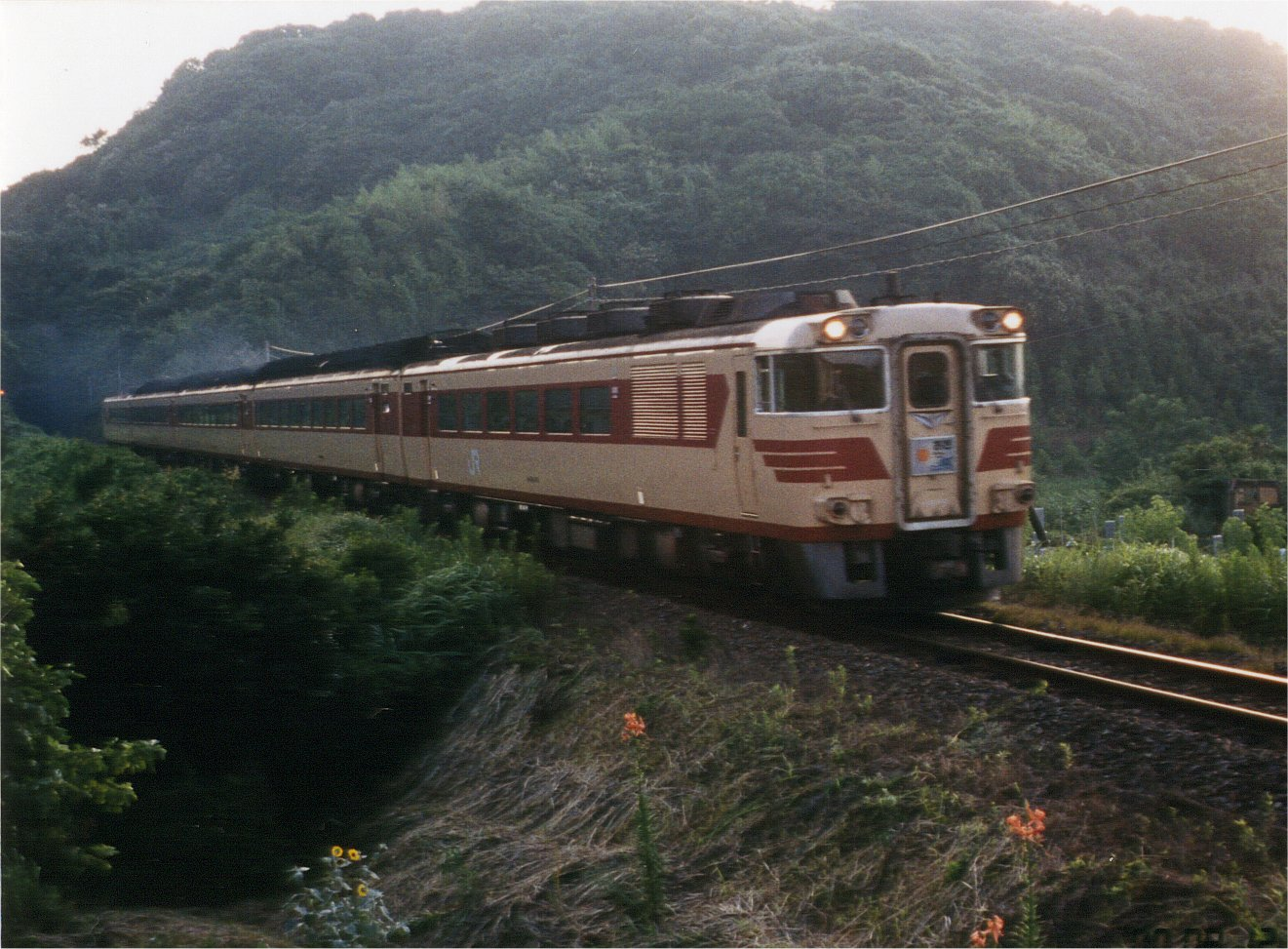
「おき」
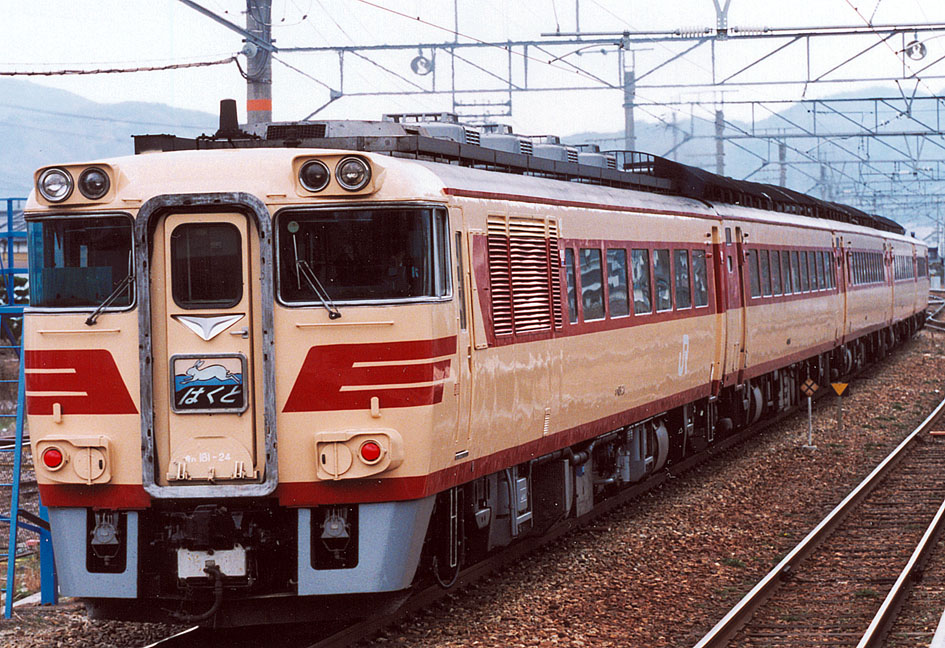
「はくと」
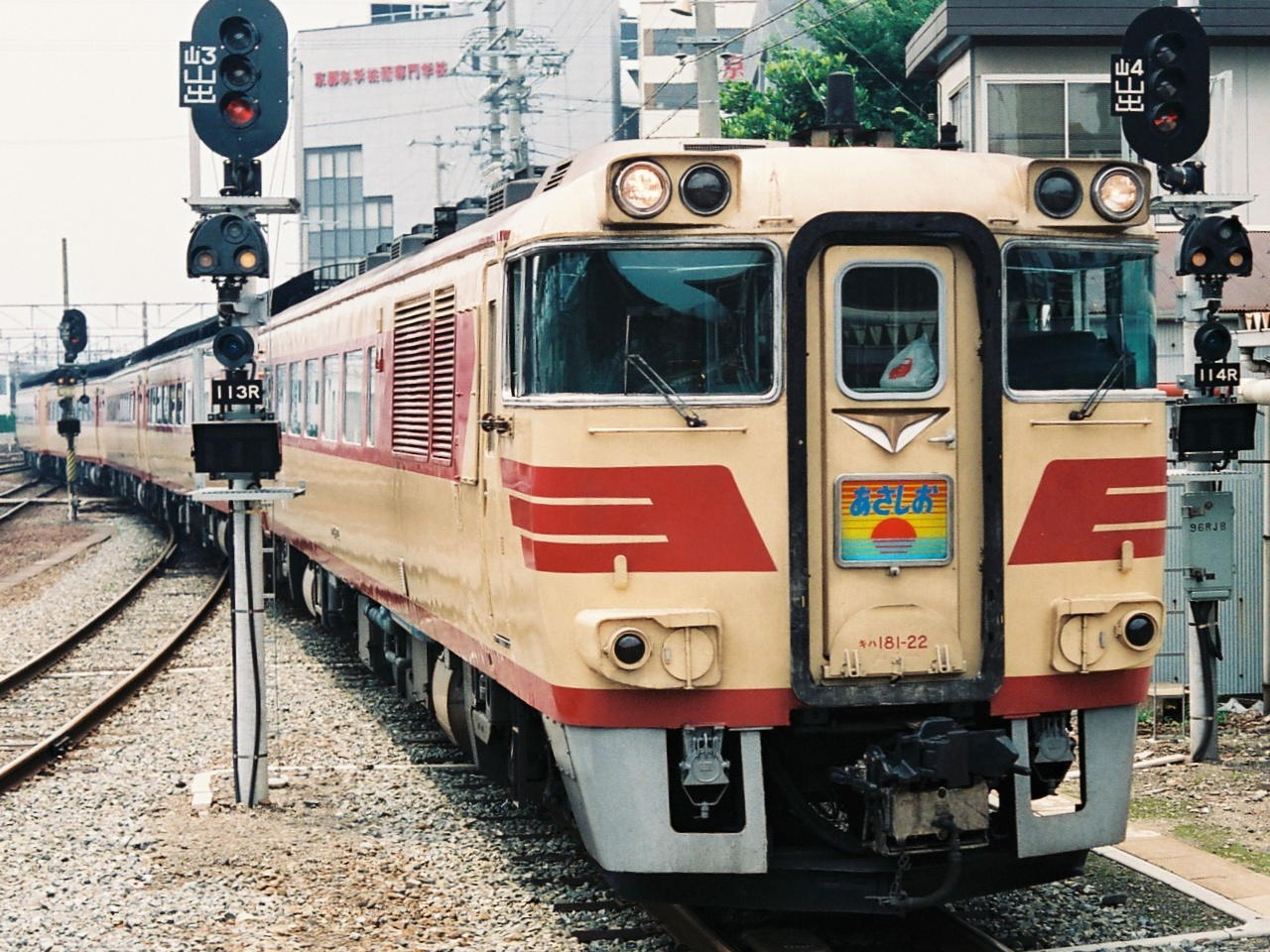
「あさしお」
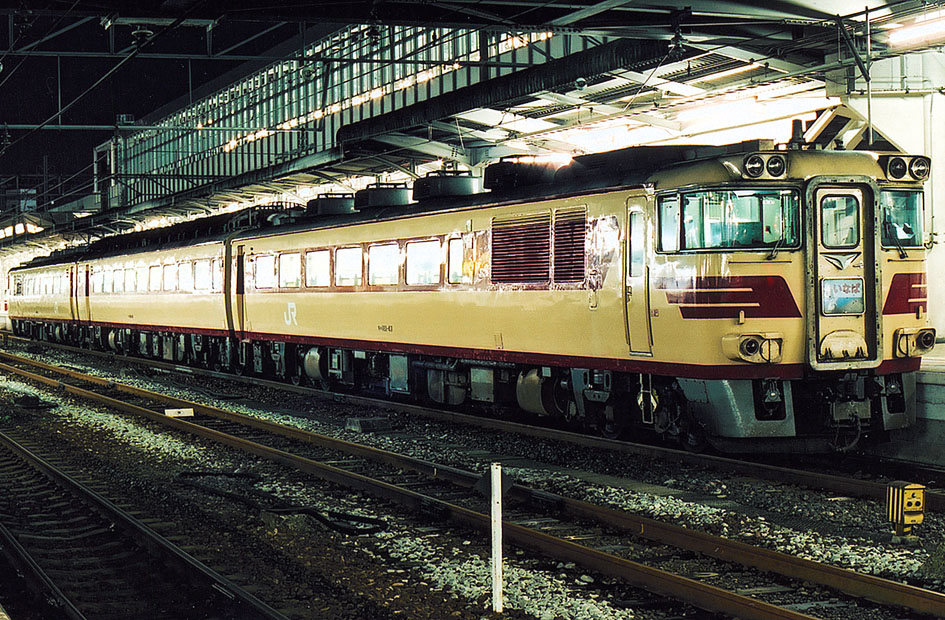
「いなば」
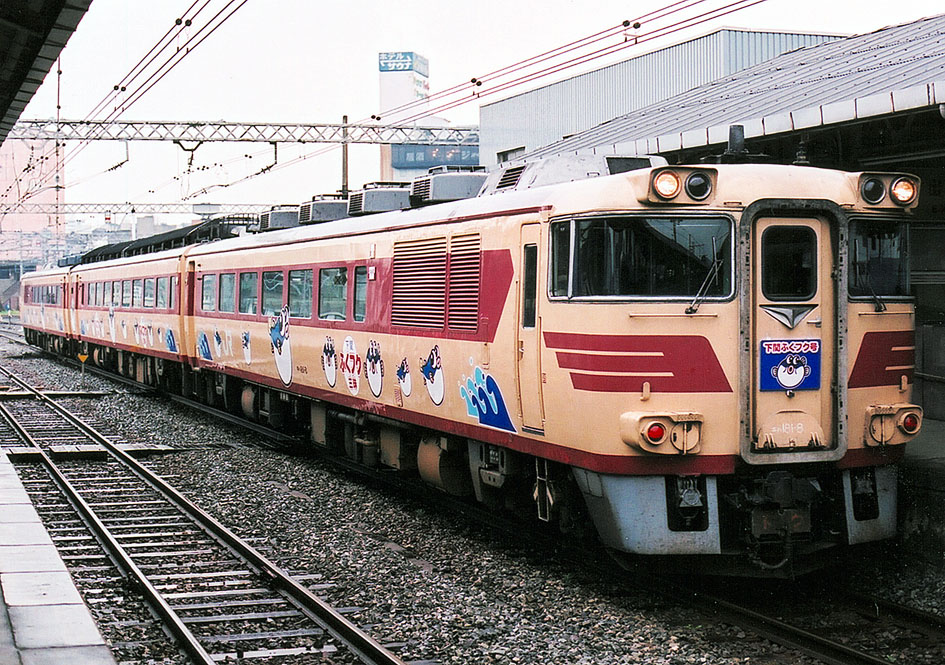
「下関ふくフク号」
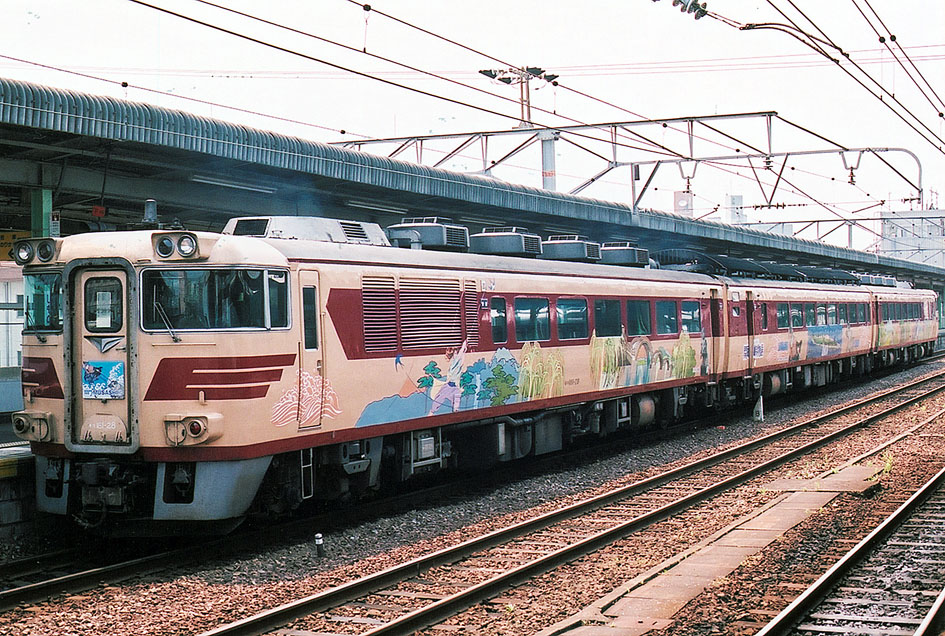
「関門・MUSASHI号」
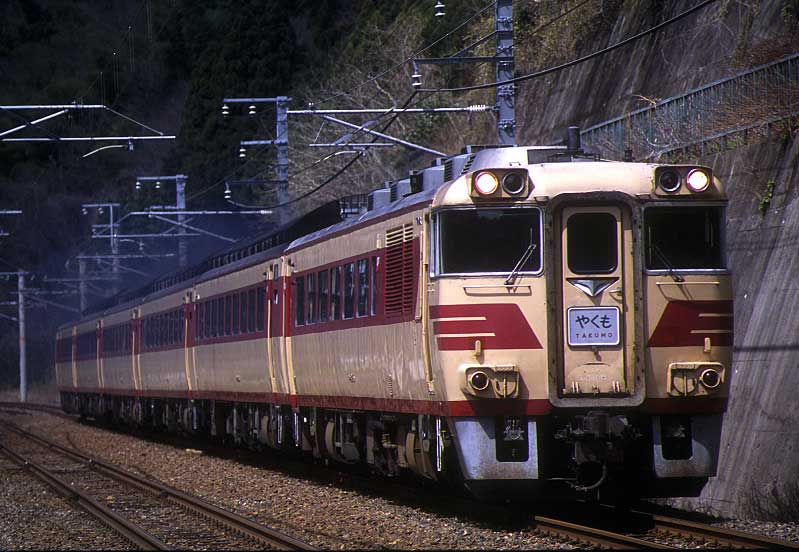
「リバイバルやくも」
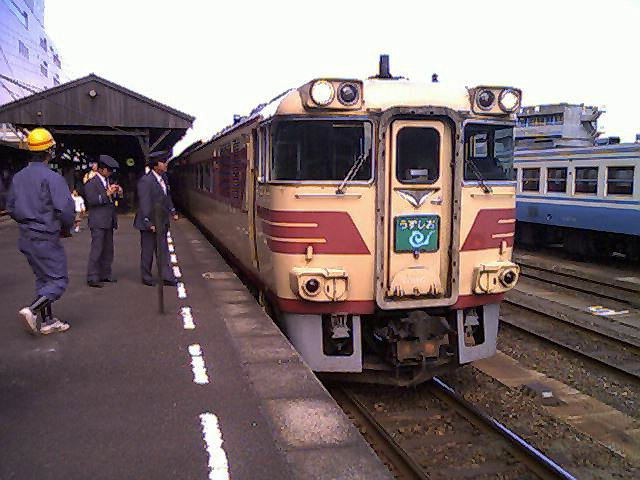
四国にイベントで貸し出されたキハ181系
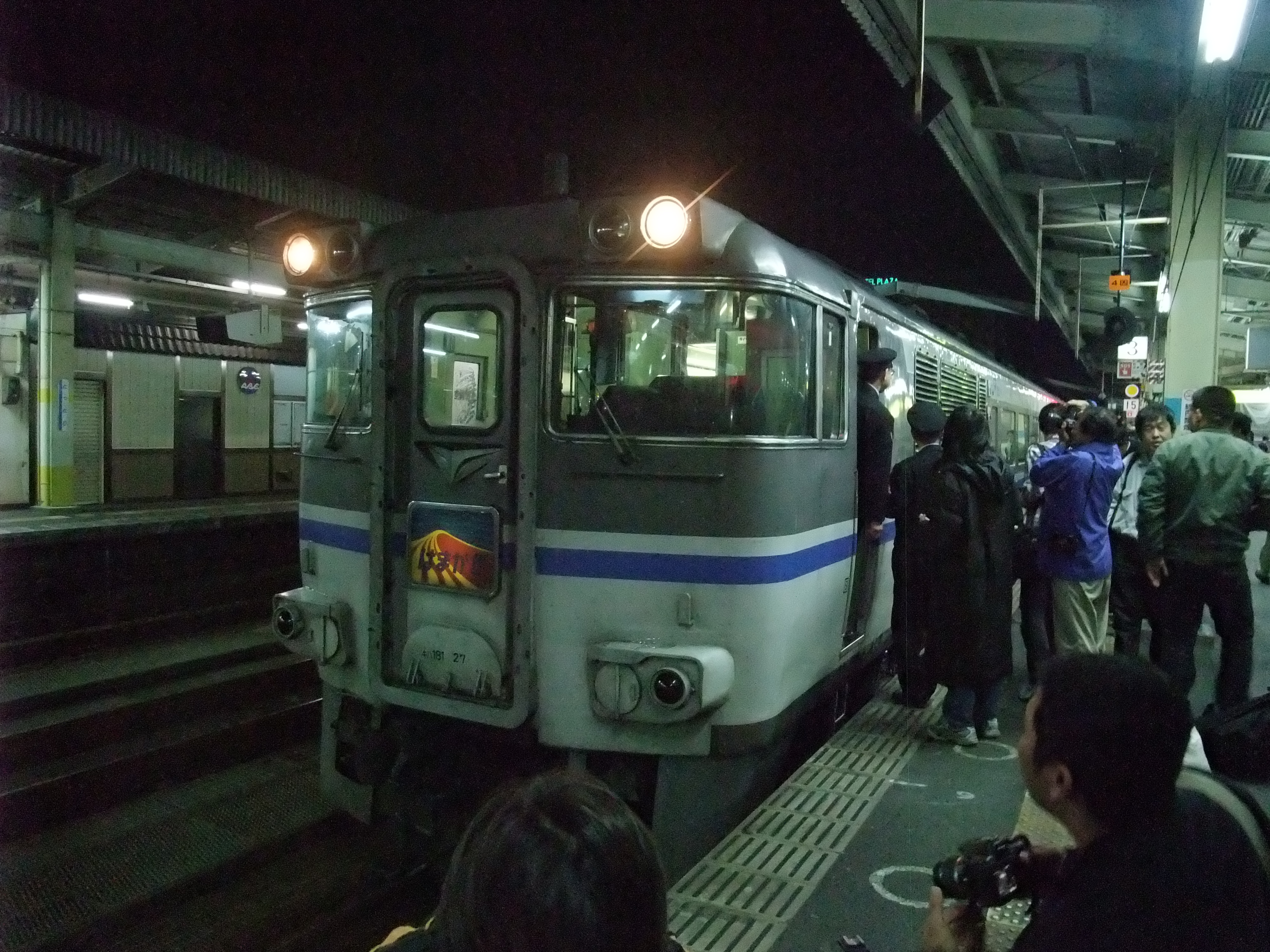
定期最終便のはまかぜ
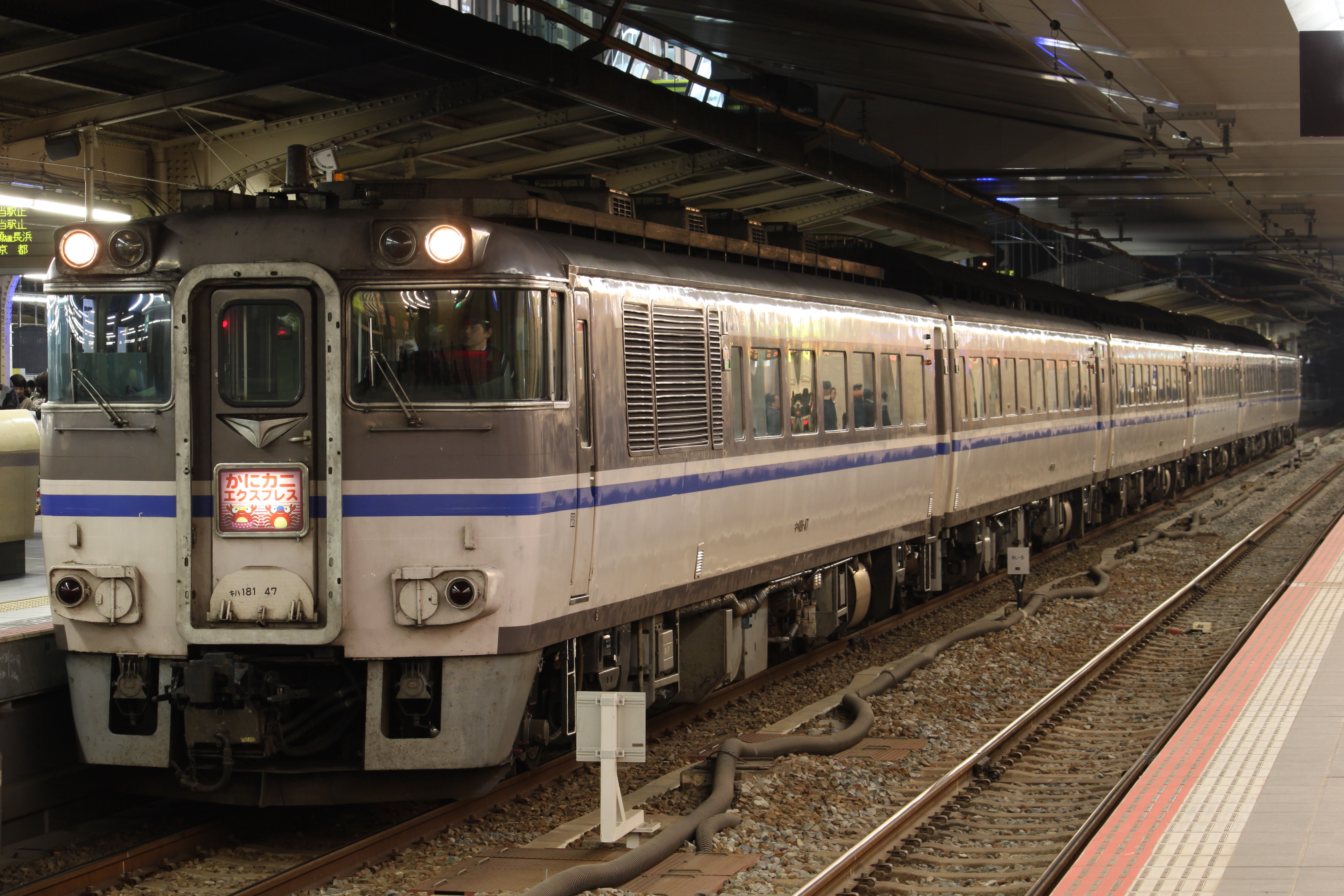
「かにカニエクスプレス」※現「かにカニはまかぜ」

## ミャンマー国鉄への譲渡

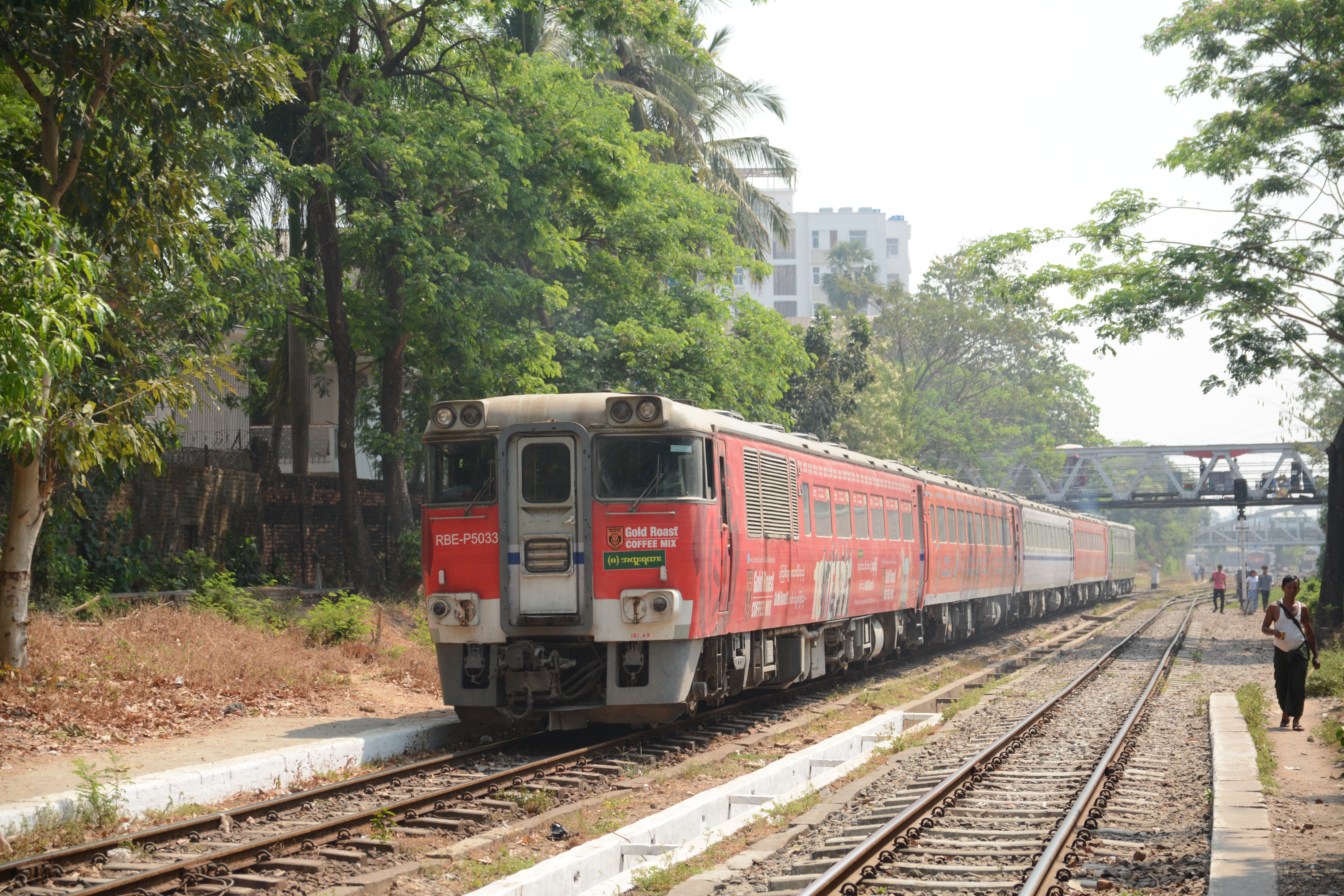
ヤンゴン環状線で運用される「エアコンヤター」
2015年3月撮影

2012年2月9日までにミャンマー国鉄に15両（キハ181形5両、キハ180形8両、キロ180形2両）が譲渡された。ミャンマーでは冷房装置を搭載した列車として竣工しており、改造により中間車屋根上に搭載されていたエンジンの自然通風式ラジエーターが撤去され、屋根上にある冷房装置取付部が低屋根化された。そのため客室内ではその部分の天井が低くなっており、それ以外はほぼ原型を保っている。すべての車両に空調が完備されている列車としては、ミャンマー国鉄では初めてのことである。
ミャンマー国鉄での車番は、全車が500馬力級の出力を持つ事からRBE5000番台に付番され、RBE5029 - 5043が該当する。
15両中5両は、当初よりヤンゴン環状線に投入された。別の5両は観光列車用に改造され、2013年9月7日からヤンゴンと南東部の著名な仏塔がある観光地「チャイティーヨー・パゴダ」の最寄り駅であるチャイトーの間を結ぶ、週末の観光客向けの列車として運転を開始した。残りの5両は予備車である。
だが、ミャンマーに譲渡された時点ですでに老朽化が進んでおり、2015年頃に運行が停止された。
チャイトーへの列車は2014年12月28日をもって運行を停止しており、2015年1月3日からは、全車がヤンゴン環状線用のエアコン付特別列車である「エアコンヤター」に転用された。

## 事故廃車
1975年9月4日、奥羽線秋田 - 四ツ小屋間で上り「つばさ」2号の脱線事故があり、当該車両のキハ181-13・35、キハ180-11の3両が翌1976年1月17日付で除籍となった。

## 保存車
以下の2両が保存されている。
- キハ181-1 -「リニア・鉄道館」にて展示。
  - 最終在籍はJR四国であったが、廃車後にキハ180-1とともに東海旅客鉄道（JR東海）に引取られ、佐久間レールパークに静態保存されていた。キハ180-1は四国色のまま美濃太田車両区にて保管されていたが、2013年（平成25年）3月に名古屋工場に陸送され解体された。

- キハ181-12 - 津山まなびの鉄道館（旧津山扇形機関車庫）に展示[41]。
  - 廃車時はJR西日本標準色だったが、展示に際して国鉄色に塗り替えられている[42]。

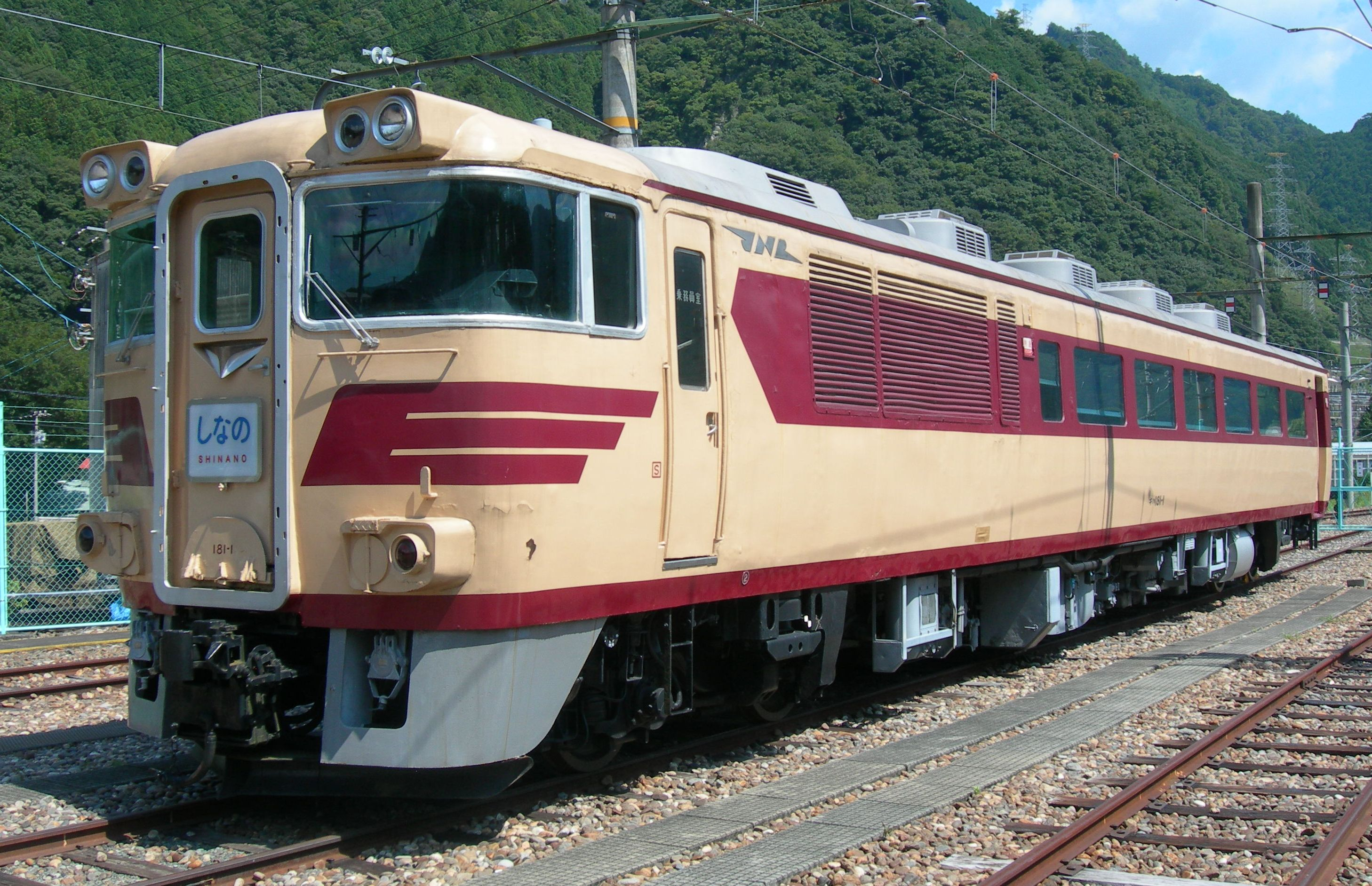
キハ181-1 佐久間レールパーク(2008年8月15日)